# メジロマックイーン
メジロマックイーン（欧字名:Mejiro McQueen、1987年4月3日 - 2006年4月3日（生没同日））は、日本の競走馬、種牡馬。
日本中央競馬会の顕彰馬である。史上初めて祖父父仔による三代連続天皇賞制覇を達成した。GI級競走を4勝するなど重賞を9勝、日本競馬で史上初めて獲得総賞金10億円に到達した。鮮やかなレース運びで名優と呼ばれた。日本競馬史上最強のステイヤーと言われる競走馬の一角である。

## 概要
1987年4月3日に吉田堅牧場で生産された、祖父に1970年天皇賞（秋）優勝馬メジロアサマ、父に1982年天皇賞（秋）優勝馬メジロティターンを持つ、芦毛の牡馬である。北野豊吉が始めた「メジロ」の馬となり、メジロライアンとメジロパーマーの同期として競走馬となる。栗東トレーニングセンターの池江泰郎厩舎からデビューし、ソエで1990年春のクラシックは断念したが、夏の函館で出世。前哨戦の嵐山ステークスで2着に敗れオープンクラス入りを逃し菊花賞出走が危ぶまれたが、他馬の回避により出走を叶え優勝を果たした。
菊花賞の2着ホワイトストーン、3着メジロライアンとともに「新三強」を形成しながら臨んだ1991年天皇賞（春）で2頭を再び下して優勝し、史上初めて父仔三代天皇賞制覇を達成する。同年の天皇賞（秋）では天皇賞春秋連覇に挑み、1位入線するものの、第2コーナーでの斜行により他馬を妨害したとして18着に降着となる。これはJRAのGI競走史上初めてとなる1位入線馬の降着処分であった。
翌1992年、天皇賞（春）では前年の二冠馬でありそれまで無敗であったトウカイテイオーとの「世紀の対決」を制し、史上初めて天皇賞（春）を連覇。直後に競走能力喪失寸前の骨折を負うも約11カ月かけて立ち直った。
復帰戦である1993年産経大阪杯を制して臨んだ天皇賞（春）で3連覇に挑んだが、ライスシャワーに敗北を喫する。しかし宝塚記念で前々年のメジロライアン、前年のメジロパーマーに続いて優勝を果たし「メジロ」の3連覇を成し遂げるとともに、自身の4年連続GI勝利の記録を達成した。秋には京都大賞典を優勝し、日本競馬史上初めて獲得賞金10億円に到達。続いて天皇賞（秋）を目指したが、繋靭帯炎を発症し引退した。通算成績21戦12勝、うちGI4勝。
競走馬引退後は種牡馬となり、2006年4月3日、誕生日と同日に死亡。2008年中山牝馬ステークス、クイーンステークスを優勝したヤマニンメルベイユ、2009年フローラステークス、クイーンカップを優勝したディアジーナの父として知られる。また2009年春秋のファン投票実施競走、通称「グランプリ」を独占するなどGI競走3勝のドリームジャーニー、2011年のクラシック三冠、有馬記念2勝などGI競走6勝のオルフェーヴル、2012年のクラシック二冠、宝塚記念連覇などGI競走6勝のゴールドシップの母父として知られる。3頭の父はいずれもステイゴールドであり、この配合パターンは「黄金配合」として広まった。

## デビューまで

### 誕生までの経緯

#### 北野豊吉と競走馬生産
北野豊吉は、北野建設の創業者である。1933年に競馬に出会い、1936年から馬主業を開始。戦争を挟んで、高度経済成長期には鹿島建設の下請けとして超高層ビルの建設を担うなどして財を成した。なかなか活躍馬に恵まれないまま迎えた1961年、自宅が東京都目白にあるということにちなみ「メジロオー」と名付けた牡馬が東京優駿（日本ダービー）に駒を進める。23番人気のメジロオーは、西博所有のハクシヨウとほとんど同時に先頭で入線を果たす。陣営は勝利を確信するほどだったが順位は写真判定に委ねられ、僅差、ハナ差だけハクシヨウの先着が認められた。
こうして北野は重賞初優勝及びダービーのタイトルを逃すこととなったが、無名の北野とタイトルホルダーの西という馬主の格式の差がこの判定に影響したのではないかという噂が流布されるようになってしまっていた。そのため北野は「メジロ」で日本一の馬主となることを決意し、以後、冠名「メジロ」を用いるようになる。北野は日高シンボリ牧場や本桐牧場などから馬を購入して走らせ、1963年には重賞タイトルに到達する。そして1967年から北海道伊達市黄金町に生産牧場であるメジロ牧場を開き、オーナーブリーダーとなった。

#### 父父メジロアサマ
メジロアサマは、1966年に北海道新冠町の日高シンボリ牧場で生産された牡馬で、父はトウルビヨン系のパーソロン、母はスヰートである。パーソロンとスヰートは共にシンボリの和田共弘が日本に導入していた馬で、この配合は和田の大きな期待によるものだった。またメジロアサマは芦毛であり、1910年代の活躍馬ザテトラークなどから、母スヰートを経て受け継がれていた。
北野はスヰートを気に入り、その仔をシンボリ牧場から購入していた。メジロアサマは1968年に東京競馬場の尾形藤吉厩舎からデビューし、中途で保田隆芳厩舎に転厩した。「芦毛の馬は他に比べて能力が劣る」というジンクスや、「パーソロン産駒は早熟、短距離血統」という定説が蔓延る中で臨んだ1970年天皇賞（秋）では、アカネテンリュウなどを下し、それらの風説をも覆して優勝、芦毛史上初めてとなる天皇賞制覇だった。前年に同競走をメジロタイヨウで制していた北野は天皇賞（秋）連覇を果たし、この後翌1971年の天皇賞（春）をメジロムサシで制することで3年連続天皇賞優勝の快挙が成し遂げられることになる。

オーナーブリーダーとなった北野は、上述のような「メジロ」の牡馬を種牡馬とし、続々自己所有の繁殖牝馬にあてがい仔を儲ける「自家生産」を開始する。当時の馬産地は外国から輸入した種牡馬を重用する傾向にあったが、メジロ牧場はそれに逆行し内国産種牡馬の仔を生産し続けていた。競走馬を引退したメジロアサマもこの例に漏れず、シンジケートが結成されて種牡馬となる。北野は以下のように考えていた。
また後に、北野の妻ミヤはこのように述べている。
こうして悲願達成のために期待されたメジロアサマだったが、初年度に交配した28頭の牝馬は全て受胎しせず、続く2年目も2頭交配して同様だった。メジロアサマは繁殖牝馬に喜び勇んで立ち向かう性格の持ち主だったが、いかんせん精虫が極端に少なく、その原因については、思い当たる節こそあれはっきりとはしなかった。このように受胎が難しいことで「種なしスイカ」という蔑称がつけられていたという。一般的には、役割を全うできない種牡馬は直ちに廃用や用途変更がされるものであり、メジロアサマにもとある神社から「神馬」のオファーがあったが北野はそれを突っぱね、種牡馬生活を続行させる。
北野は諦めず、牧場のすべての繁殖牝馬にメジロアサマをあてがうようになるが、それでもやはり不受胎の繁殖牝馬を量産するだけだった。しかし3年目の晩期になってようやく1頭が受胎を果たし、さらに翌4年目も複数頭の受胎に成功、最初に受胎した牝馬からは初産駒も誕生した。産駒が得られることが分かった5年目、牧場は14頭の繁殖牝馬を用意する。そして3頭が受胎し1978年に3頭の産駒が誕生、そのうちの1頭がメジロティターンだった。

#### 父メジロティターン
メジロティターンは、1978年にメジロ牧場で生産された、父メジロアサマ、母シェリルの芦毛の牡馬である。シェリルは北野が将来的に繁殖牝馬にすることを期待してフランスの2歳馬セールにて大枚をはたいて購入した馬で、現地で1974年のオペラ賞（G2）を優勝するなど9戦2勝という競走成績を残した。現地にシェリルを高く見込んだ関係者がおり、日本流出を防ぐために北野に高額の取引を持ちかけたが、北野は誘いに乗ることなくメジロ牧場に連れ帰った。
北野は1977年、高額で購入し競走成績も優秀である牧場屈指の優良繁殖牝馬シェリルに、種牡馬失格も同然のメジロアサマをあてがった。この不釣り合いにも見える配合は、牧場内だけでなく競馬サークル全体からもひんしゅくを買ったというが、北野は後年「周囲がなんといおうとシェリルにメジロアサマを配合して、天皇賞に勝つ馬を作りたかった」と振り返っている。
そして翌1978年にメジロティターンが誕生。同年のメジロ牧場で流行していた原因不明のX性腸炎に感染することもなく、北野が開設した北海道洞爺村の育成場での育成を経て、美浦トレーニングセンターの尾形厩舎からデビューした。初勝利に手こずり春のクラシック戦線は断念するも、夏の函館で勝ち上がり秋のセントライト記念に臨む。尾形が発走の約15分前にこの世を去るというアクシデントに見舞われるも優勝を果たす。その後は藤吉の長男である尾形盛次厩舎に引き継がれて菊花賞を目指すが、左後脚の骨にひびが入り出走を断念。古馬となった1982年に復帰し、春には日経賞を10馬身差で優勝する。
そして天皇賞（秋）に出走し、サンエイソロン、アンバーシャダイ、キョウエイプロミス、カツアールらを下して優勝する。走破タイムはホウヨウボーイの樹立したレコードを1.0秒更新する日本レコードであった。またシーマー、タカオー及びダイナナホウシュウ以来2組目となる天皇賞父子制覇を達成し、北野の悲願が果たされた。同一馬主の天皇賞4勝は「前人未踏」（横尾一彦）の記録であった。また父に次いで史上2頭目となる芦毛の天皇賞優勝、史上初めて芦毛父仔による天皇賞優勝が果たされた。その後メジロティターンは1983年末の有馬記念まで走り、競走馬を引退する。
引退後は本桐牧場で種牡馬となった。1984年2月16日、北野は妻のミヤと、長男、次男、牧場の岩崎伸道を呼び寄せて以下のように述べた。
加えて自身の天皇賞勝利数が4勝であることから「4という数字は縁起が悪い、5つ勝て」とも語った。北野は翌17日、結婚式への出席のため自宅で支度をしていた朝に、脳溢血で倒れて80歳で死去する。こうして北野の言葉は、遺族と牧場、そしてメジロティターンが遺言として背負うこととなった。種牡馬生活を始めたメジロティターンは種付けに前向きな性格ではなく、牝馬を前に発情することができず、最初の1頭への種付けに3日間かかるほどであったが、一転して翌年からはどの牝馬にも1、2分で射精できるようになった。
ただ、十分な生殖能力こそ備わっていたが、種牡馬としての人気はなく、他所の牧場から繁殖牝馬が集まらないために交配相手の約半分がメジロ牧場の繁殖牝馬という状況だった。3年目となる1986年に16頭の繁殖牝馬と交配するが、その中の1頭にメジロ牧場所有で吉田堅牧場に繋養されていたメジロオーロラがいた。

#### 母メジロオーロラ
メジロオーロラは、1978年にメジロ牧場で生産された牝馬で、父リマンド、母父ヒンドスタンである。日本における牝系の祖は、小岩井農場が明治40年（1907年）に輸入した基礎輸入牝馬20頭のうちの1頭であるアストニシメントで、近場では母母アサマユリを基点に繁栄を遂げており、このアサマユリ系はメジロの軸となる牝系となっていた。メジロオーロラは栗東トレーニングセンターの池江泰郎厩舎から競走馬としてデビューし、24戦1勝の成績を残す。引退後はメジロが他牧場に生産業務を委託する「仔分け」方式によって、メジロ牧場ではなく北海道浦河町の吉田堅牧場で繁殖牝馬となった。吉田はメジロオーロラを当歳の頃から見込んでおり、引退時に北野を説得し預託を勝ち取っていた。初年度は、北野とシンボリ牧場の和田共弘が共同でフランスから輸入した種牡馬フィデイオンと交配し、初仔となる牡馬（後のメジロデュレン）が誕生した。
2年目以降は、父シャトーゲイの牝馬、父ヤマニンの牡馬、父モガミの牡馬を産む。そして5年目の1986年、ついに種牡馬生活3年目のメジロティターンと交配する。北野の遺言である「メジロティターン産駒で天皇賞優勝」を目的とした配合だった。
「天皇賞（春）を優勝するステイヤー」を生み出すための配合を検討する牧場長武田茂男は、ステイヤーとスプリンターを交配して持久力とスピードを兼ね備える馬を生産することは困難で、ステイヤー同士を交配することがステイヤーのたやすい生産方法だと考えており、また「丈夫なステイヤー」を作るには、近親交配のないアウトブリードが良いという思想の持ち主でもあった。加えて、レコードで天皇賞を優勝したメジロティターンには、長距離戦で通用するスピードが既に十分備わっていると考えてもいた。そのため相手の牝馬は専らステイヤー血統で十分、むしろ最適ではないかという結論を導いた。その武田の条件に合致する1頭が、リマンド、ヒンドスタン、アサマユリを受け継ぎ、5代以内に近親がおらずアウトブリードが成立するメジロオーロラだった。

##### 兄メジロデュレン
メジロオーロラの初仔は、メジロ系列所有のもとメジロデュレンという名が与えられ、母同様に池江厩舎に託される。3歳時、1985年夏にデビューを果たしたが間もなく骨折、初勝利を挙げたのは4歳時の1986年5月だった。一頓挫あったために春のクラシック参戦は叶わず、夏の中京競馬場、函館競馬場で出世する。そして10月11日、京都競馬場芝3000メートルの1400万円以下条件戦である嵐山特別に出走し4勝目を挙げた。続いてクラシック三冠の最終戦である菊花賞にて重賞に初出走。6番人気の支持だったが、ダイナガリバー、レジェンドテイオー、ラグビーボール、タケノコマヨシらを下して優勝し、クラシック戴冠を果たした。
その半年後の1987年4月3日、浦河町の吉田堅牧場にて、5番仔となる芦毛の牡馬（後のメジロマックイーン）が誕生、この5番仔は生まれながらに「クラシック・菊花賞優勝馬メジロデュレンの半弟」という肩書を背負うことになった。昭和62年にメジロオーロラから産まれたため、牧場ではしばらく「オーロラの62」という暫定的な「幼名」で呼称された。
一方、菊花賞後3連敗を喫していたメジロデュレンは1987年末の有馬記念に10番人気で参戦し、サクラスターオー、ダイナアクトレス、メリーナイスなどを下してGI2勝目を挙げた。オーロラの62は、兄メジロデュレンを管理したという縁から、誕生する前から池江厩舎に入ることが内定していた。

### 幼駒時代
オーロラの62は、メジロアサマ、メジロティターンを受け継いで芦毛だった。しかし誕生直後は全身が黒く、白くなったのは2歳の春だったという。メジロオーロラは、メジロデュレンに対しては乳を飲ませるのを恥ずかしがったり乳の出が悪かったりしたが、オーロラの62には乳をたやすく預けられて、また乳の出も良かった。吉田隆によれば、牧場でのオーロラの62は「図太いと言うか、いつも悠々」「抜けた体つき」をしていたという。また母に似て「自分が納得しなければ動かない」性格だった。病気や怪我をせず、これといったトラブルを抱えることなく成長して離乳を果たし、当歳の秋にメジロ牧場の育成牧場に移動した。
メジロ牧場でオーロラの62を検分した田中秀俊獣医師は、首の見栄えが良くステイヤータイプであると考えていた。そして武田茂男牧場長に「こいつが走らなければ、メジロティターンの子供は、ちょっとマズイ」と報告するほどだった。メジロ牧場ではその年に生産されたメジロの馬が一か所に集められており、そこにはアンバーシャダイの仔である「輝光」、メジロイーグルの仔である「輝峰」、「リアルシャダイとシェリルの仔」など32頭の同期がいた。その中で「リアルシャダイとシェリルの仔」が最も期待され、次いで輝光が2番手、オーロラの62は3番手、輝峰は番外という評価だった。特に「リアルシャダイとシェリルの仔」は「この馬でダービーを狙うつもり」（武田茂男）だったという。
吉田隆の息子である吉田聡は、大学生だった当時メジロ牧場でアルバイトをしており、育成中のオーロラの62や輝光と対面している。聡は輝光については「当時から光った存在」であったとしつつも、オーロラの62は「それに比べて（中略）まったく冴えなくて、僕の目には未勝利を勝てるかなあって感じの馬にしか見えなかった」という。ただ武田茂男は、後にオーロラの62について「当歳の時に見た時から、（メジロ）ティターンでメジロ三代天皇賞を狙える自信がわいてきました。欠点のひじょうに少ない馬で、追い運動もじつによかった。（中略）素直だし長い脚を使えるし、ひじょうに乗りやすい馬」だと振り返っている。
育成段階でのオーロラの62は気性が荒く、馬群から抜け出して一人で行動し、狙った1頭を追いかけまわしていた。3歳時の2月28日、オーロラの62がある馬を挑発したところ、その相手はオーロラの62の顔を蹴ろうとした。その際、オーロラの62はその蹴りをよけずに真正面で受け止めてしまい、前歯を3本折り、口から血が吹き出す怪我を負っている。加えて2歳6月には左後脚の腱に5針縫う怪我を負うなど、牧場時代はやんちゃであった。井口民樹によれば、輝光は「慎重で臆病」、輝峰は「ややおっちょこちょい」であり、そしてオーロラの62は「腕白で親分肌」だったという。

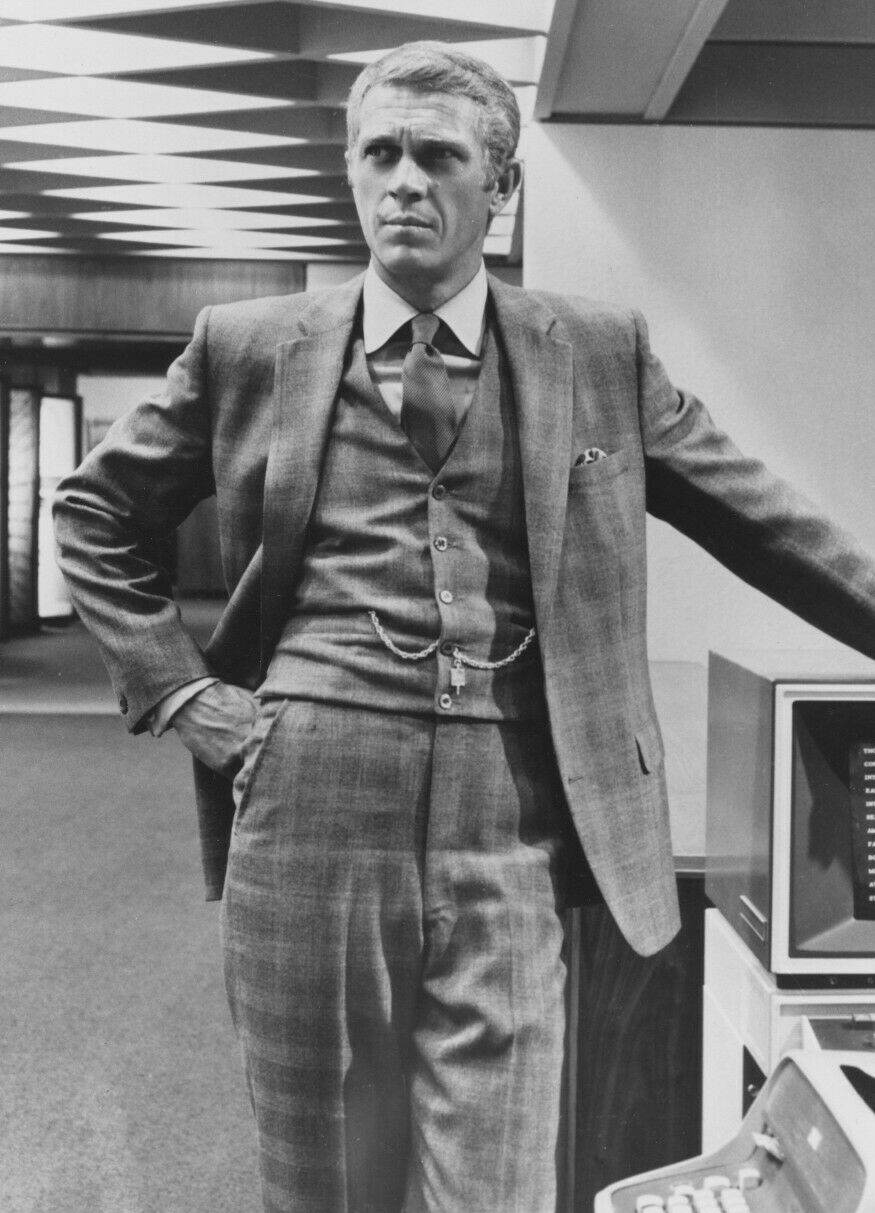
スティーブ・マックイーン

この年のメジロ牧場の命名規則は「海外の著名人」で、牡馬は「アメリカのヒーロー」だった。最も期待された「リアルシャダイとシェリルの仔」にはアメリカの陸上選手カール・ルイスから「ルイス」を拝借して冠名の「メジロ」と組み合わせた「メジロルイス」、2番手の輝光は、アメリカの野球選手ノーラン・ライアンから拝借して「メジロライアン」、3番手のオーロラの62は、アメリカの俳優スティーブ・マックイーンから拝借して「メジロマックイーン」、そして輝峰は、アメリカのゴルファーアーノルド・パーマーから拝借して「メジロパーマー」という競走馬名が与えられた。
最も期待されたメジロルイスは、育成中に腰を痛めて思うように走れなかった。メジロライアンとメジロパーマーは3歳の夏にデビューを果たした一方、メジロマックイーンは化骨がなかなか来ず、入厩の時期を馬本位で定める牧場の方針があったため、他の2頭とは異なり時間をかけて錬成された。
メジロマックイーンは3歳秋、母や兄同様に池江厩舎に入厩する。担当厩務員の早川清隆はまだオープンクラスの馬すら担当したことのない9年目で、レコードの販売会社勤務の傍ら、競馬好き、馬好きが高じて乗馬クラブに通い出し、遂には厩務員となった男であった。早川は、入厩直後に初めてメジロマックイーンを見た際は「ガラ（体格）のある、いかにも走りそうな馬」「馬体を見た瞬間に責任感を強く意識させられました」と振り返っている。池江は、走る姿や体つきが良く、大人しい性格で、頭も良いなど素質が高く、大きな期待をかけていた。調教が進み、元騎手の池江が跨ると、その乗り味に好感を持ち、他の調教師に「これは（メジロ）デュレンの上をいく」と吹聴して歩いたという。
池江は厩舎に来てもなお化骨が不十分と考え、3歳中のデビューを諦める。母や兄に似ず体が大きかったために前膝にソエ（すねの骨膜炎）をきたすようになり、デビューはさらに遅れて4歳の2月となった。

## 競走馬時代

### 4歳（1990年）

#### 菊花賞出走まで
2月3日、阪神競馬場の新馬戦（ダート1700メートル）にて、メジロデュレンの主戦である村本善之を鞍上についにデビューを果たす。10頭立ての競走だったがうち3頭は既走馬で、デビュー戦2着のハギノレジェンドが最有力候補とされ、メジロマックイーンはそれに次ぐ2番人気だった。スタートからハギノレジェンドが逃げる中、その背後を追走。直線で抜け出し、ハギノレジェンドだけが抵抗したがまもなく突き放した。2着ハギノレジェンドに1馬身4分の3差、3着以下に10馬身差をつけて初勝利を挙げる。この優れたパフォーマンスは、池江が東京優駿（日本ダービー）出走を視野に入れるほどだった。
続いて東京優駿を目指し芝に転向。2月25日のゆきやなぎ賞（500万円以下）に1番人気で臨むも、シンボリデーバに敵わず2着に敗退する。おまけにレース後にソエが判明して休養を余儀なくされ、東京優駿出走は断念した。5月13日、京都競馬場のあやめ賞（500万円以下）で復帰し、再び1番人気の支持を集めるも、ソエが完治しておらず本来の走りができず、さらにハミを取ることも叶わずちぐはぐで3着に敗れる。
ソエに出世を阻まれていたことから池江は、目標を秋に切り替える。特に大目標の菊花賞を万全の状態で迎えることを目指して厩舎に留まったまま、治療に臨んだ。この時点で未だ1勝馬のメジロマックイーンが菊花賞出走を確実なものにするには、最低でもあと3つ勝利を重ねてオープンクラスに属する必要があった。池江は、まず夏の函館競馬場開催で2勝させ、それから菊花賞と同じ舞台である京都芝3000メートルの嵐山ステークスで3勝目を挙げよう、と企んでいた。函館から嵐山ステークスを経て菊花賞に臨むローテーションは、兄メジロデュレンと全く同じであった。
まず9月3日、函館の渡島特別（500万円以下、ダート1700メートル）に臨む。主戦の村本はこの時期小倉競馬場と中京競馬場を拠点としていたために騎乗できず、池江厩舎の所属騎手でデビュー3年目の22歳内田浩一に乗り替わった。1番人気に支持されるも、マンジュデンカブトにアタマ差及ばず2着となる。続いて9月16日、木古内特別（500万円以下）に臨み、今度は1番人気に応えて2勝目を挙げた。函館初戦で敗戦したため、菊花賞のために連闘策を強行。9月23日の大沼ステークス（900万円以下）に臨む。ハンデキャップ競走で「見込まれ」てしまい54キログラムが課されたが、1番人気の支持だった。トウショウアイ、トウショウファルコ、メイショウビトリアなどを従えて勝利し、計画通り函館で2勝して本州に舞い戻った。
ここからメジロマックイーンが菊花賞出走という目標を叶えるにあたっては、トライアル競走である京都新聞杯に臨み5着以内になることがたやすい方法だった。しかし池江は計画を変更せず、勝利が絶対条件となる嵐山ステークス（1500万円以下）に敢えて参戦する。池江は、メジロマックイーンの持つ能力であれば当然優勝できると高を括っていたのだった。直前の調教にて、東京優駿2着のメジロライアンと併せ馬をしている。メジロライアンの調教師・奥平真治が併せる相手を探していた際に、池江が申し出て実現していた。メジロマックイーンにとってメジロライアンは格上の存在であり、胸を借りる立場で挑んだが、メジロマックイーンは相手に負けず先着を果たす。陣営はこのことを、嵐山ステークス優勝を確信する拠り所の一つとしていた。10月13日、1番人気の支持で臨む。先行して直線を迎えたが、勝負所で進路を見出すことができず、残り100メートルでようやく追い込んでもミスターアダムスに敵わなかった。2着となり賞金加算に失敗。計画通りに菊花賞出走を確定することができなかった。
春のクラシック優勝馬ハクタイセイ、アイネスフウジンが揃って不在の菊花賞戦線に臨みたいメジロマックイーンだったが、3勝馬に過ぎないために出走可能な18頭以内に収まることができなかった。しかし開催が近づくにつれて回避馬が続出、直前になって抽選圏内に滑り込み出走の可能性が生まれ、遂には直前の木曜日の調教後に回避馬が発生し、抽選すら不要となる。かくして菊花賞出走が実現した。菊花賞で騎乗する騎手を決定するにあたり、嵐山ステークスでの敗戦の原因となったミスを犯した若手の内田の処遇が問題となり、村本の再登板も考えられたが、池江はオーナーに掛け合い、内田の続投が決まった。

#### 菊花賞
11月4日、菊花賞（GI）に臨む。重賞初出走の3勝馬に過ぎなかったが、兄メジロデュレンなど長距離競走において実績のある血統と、調教でメジロライアンに先着したことが評価され、単勝オッズ7.8倍の4番人気に支持される。クラシック優勝馬不在の中、最も信頼されたのは皐月賞3着、東京優駿2着のメジロライアンで、次いで支持されたのは関東のトライアル競走であるセントライト記念を制したホワイトストーンであった。この2頭は予め単枠指定制度の対象となっていたが、メジロライアンには8枠18番が課された一方で、ホワイトストーンは1枠1番、メジロマックイーンは2枠2番と恵まれていた。雨中の重馬場での開催だったが仮柵が取り払われたばかりで、馬場の内側にコンディションが良好な領域、いわゆる「グリーンベルト」が出現していた。
メジロマックイーンはスタートから先行、平均ペースで先頭を追走する。極端な枠となった単枠2頭は後方に位置していた。そのままの位置で2周目の第3コーナーの坂の上り下りに差し掛かる頃、メジロマックイーンは位置を上げて先頭オースミロッチに並びかけ、進路を確保する。最終コーナーに差し掛かる頃には、オースミロッチをかわして先頭となり、突き放しにかかっていた。後方勢はメジロマックイーンの背後にホワイトストーン、傍らにメジロライアンがおり、ホワイトストーンは最も内、メジロライアンは大外に展開して追い上げていたが、外々を回ったメジロライアンは早々に脱落、ホワイトストーンは差を詰めるも余力はなくかわす勢いはなかった。メジロマックイーンは末脚衰えず、先頭を譲らなかった。ホワイトストーンに1馬身4分の1差、メジロライアンに2馬身半以上の差をつけて決勝線を通過する。GI、クラシック初優勝。兄メジロデュレンに続いて兄弟菊花賞制覇を果たした。
この後は食欲不振に陥るなどして調整が遅れたこと、オーナーがクラシック3着2着3着に終わったメジロライアンの大タイトル奪取を願っていたことを理由に、年末の有馬記念を回避する。ただ実際のところは食欲不振はなく、食欲不振の発表は嘘でただ有馬記念を回避するための理由付けに過ぎなかった。池江は4歳のうちに古馬と戦うことを避けたいと考えており、オーナーサイドの目標もあくまで天皇賞戴冠だったことから、両者の思惑が合致し、有馬記念回避に踏み切っていた。
次なる目標は当然翌年の天皇賞（春）となる。ただ、メジロの最大目標である天皇賞三代制覇がかかる重大な一戦に挑むにあたり、一度ミスを犯した若手の内田では頼りなかった。そこで池江は内田を更迭し武豊を起用する。前年の天皇賞（春）をイナリワンで、この年の天皇賞（春）をスーパークリークで制していた武にとっても翌年の天皇賞（春）は3連覇がかかる重大な一戦だった。
ホワイトストーンは菊花賞の後ジャパンカップに挑み、古馬のオグリキャップやヤエノムテキ、外国調教馬のいくらかにも先着を果たし、外国調教馬のベタールースンアップ、オード、カコイーシーズの横一線の先頭争いから1馬身4分の1差の4着と日本調教馬最先着を果たしていた。またメジロライアンとホワイトストーンは暮れの有馬記念に参戦し、オグリキャップには敵わなかったが2頭で2着3着を占めた。
この有馬記念はオグリキャップの引退レースであり、これを以て「平成三強」と祭り上げられた3頭がすべて現役を退くことになったことから、新たな主役として菊花賞優勝馬メジロマックイーン、古馬相手に互角に戦ったメジロライアン、ホワイトストーンが祭り上げられるようになる。この3頭は「平成三強」になぞらえて「新三強」とも呼ばれた。

### 5歳（1991年）

#### 天皇賞（春）
天皇賞（春）に向け、メジロマックイーンは3月10日、中京競馬場の阪神大賞典（GII）で始動する。重賞2着が最高のゴーサインやミスターアダムスらが出走する9頭立ての競走となり、単枠指定制度の対象とされる。単勝オッズ1.2倍の1番人気、支持率にして62.3パーセントだった。
スローペースの中団を追走し、かかる場面もあったがテン乗りの武がなだめていた。2周目に差し掛かって位置を上げて好位のゴーサインの背後を取り、第3コーナーから進出を開始、ゴーサインと並んで最終コーナーを通過する。直線に差しかかる頃には優勝争いを演じるのはゴーサインとメジロマックイーンの2頭に限られており、メジロマックイーンはそのゴーサインを簡単に差し切ってからは独走となった。ゴーサインに1馬身半差をつけて先頭で入線し、重賞2勝目を挙げた。走破タイム3分7秒3はコースレコードだった。

この後は、産経大阪杯参戦も視野に入れるも、長距離に専念して回避し、天皇賞（春）直行となる。4月28日、天皇賞（春）（GI）に臨む。「新三強」はこの競走に向けてそれぞれ別々の進路を辿っており、メジロライアンは中山記念で2着に敗れるものの内容面に問題はなく、ホワイトストーンは産経大阪杯を優勝しての参戦であった。この3頭はいずれも単枠指定を受けていて、3頭同時の単枠指定はこれが史上2例目だった。ただ「新三強」といっても人気はメジロマックイーンが抜きん出ており、4倍台の2頭に大差をつける1.7倍の1番人気、支持率にして46.1パーセントだった。
条件馬の16番人気メジロパーマーが平均ペースで逃げて、メジロマックイーンは好位に位置する。ホワイトストーンは先行、メジロライアンは後方に構えていた。2周目に差し掛かる頃には、メジロマックイーンが三強の内では1番前、近い所にホワイトストーンがいて、後方からメジロライアンが追う形となっていた。メジロマックイーンは第3コーナーの上り下りで先頭を視野に入れ、直線でまもなく抜け出し末脚を用いた。後方外からホワイトストーン、内からメジロライアンが同様に追い込んでいたが、先頭を脅かすほどの勢いはなかった。メジロマックイーンは後続を突き放したまま先頭で入線し、遅れて追い込んだ7番人気ミスターアダムスに2馬身半差をつけて優勝した。
こうしてGI2勝目、天皇賞戴冠を果たす。メジロ牧場はメジロアサマ、メジロティターンに続いて父仔三代天皇賞優勝を実現、北野豊吉の遺言が現実のものとなった。当日の競馬場には、豊吉は遺影として臨場しており、表彰式では妻ミヤの胸に、記念撮影では馬上にいる武の掲げる右手の中にいた。また武豊は、天皇賞（春）3連覇を成し遂げた。加えて吉田牧場は、メジロファントム、メジロデュレンで叶えられなかった天皇賞制覇を8度目の挑戦で果たした。

#### 宝塚記念
その後は6月9日、京都競馬場の宝塚記念（GI）に臨む。「新三強」の再々戦となったが、メジロマックイーンのみが単枠指定を受け、人気面でも他2頭が4倍台であるのに対し1.4倍の1番人気、支持率53.2パーセントで、メジロマックイーン一強の様相が強まっていた。しかし前走からの距離短縮となる京都2200メートルという舞台、そのレコードホルダーはメジロライアンだった。
メジロマックイーンはスタートからメジロライアンと並んで中団を追走。メジロライアンは向こう正面で位置を上げ、先行するホワイトストーンの直後を確保し、積極策に出て第3コーナーの坂の下りでハナを奪った。後れて進出を開始したメジロマックイーンはメジロライアンの後方外側から追い上げる形となり、直線では大外に持ち出してから追い上げたが、先に抜け出したメジロライアンに突き放されてしまった。ゴール手前でようやく末脚が利いたものの、メジロライアンには敵わず、1馬身半差の2着となる。ただ1971年の優勝メジロムサシ、2着メジロアサマ以来20年ぶりとなるメジロ系列による宝塚記念1着2着独占を成し遂げた。その後は休養、函館競馬場で夏休みとなる。

#### 天皇賞（秋）
秋は天皇賞春秋制覇を目指して、10月6日の京都大賞典（GII）で始動する。重賞2着馬メイショウビトリア、金杯（西）優勝馬ダイユウサクなど7頭立ての中、1.1倍の1番人気だった。逃げるメジロパーマーに次いで好位を追走し、直線で抜け出してからは独走。2着メイショウビトリアに3馬身半差、5着ダイユウサクに10馬身以上差をつけて優勝した。
続いて10月27日、天皇賞（秋）に臨む。相手にはホワイトストーン、カリブソング、カミノクレッセの他に、条件戦から連勝で出世したプレクラスニーがいたが、1.9倍の1番人気、支持率34.3パーセントとなる。雨が続き、馬場状態が不良になったことが、メジロマックイーンが信頼される一因だった。

7枠13番からスタートし、逃げるプレクラスニー、2番手ホワイトストーンに次ぐ3番手を確保した。人気上位の3頭が並んだまま最終コーナーを通過。直線に入ってまもなくホワイトストーンが失速して脱落し、プレクラスニーとの一騎打ちとなるも、次第にメジロマックイーンが優勢となり、プレクラスニーは抵抗なく、メジロマックイーンが突き放す一方だった。後方勢は失速するプレクラスニーをかわすことすらできなかった。結局メジロマックイーンはプレクラスニーに6馬身差をつけて先頭で入線を果たしたが、第2コーナーを通過したときから審議のランプが灯っていた。
メジロマックイーンは、日本のGI競走史上初めてとなる1位入線後の降着に処される。メジロマックイーンは、スタートから約103メートル地点にある「ほぼ直角に曲がる2コーナー」（片山良三）にて3番手を内側に斜行して確保した後、1位入線を果たしていた。プレクラスニーがハイペースで逃げ、末脚の利かない不良馬場では、メジロマックイーンの得た好位が絶好位だった。その絶好位は、他の伏兵も当然欲しい位置であり、大本命のメジロマックイーンにたやすく譲るわけにはいかなかった。7枠13番から好位を目指すメジロマックイーンを見た、13番よりも内側の馬たちは当然張り合おうとしていた。
そんな頃に急な第2コーナーに差し掛かり、メジロマックイーンは、コーナーを回り切るために内側に斜行する。勢いづいていた内側の馬たちは、斜行により連鎖的に内側に押し込められ、進路が狭まっていた。やがてその密集度合いは限界に達し、メイショウビトリアは挫き、ムービースターは進路がなくなり、プレジデントシチーは転倒寸前、その騎手本田優が落馬寸前だった。特に被害の大きかったプレジデントシチーは、それ以降競馬にならず、1位メジロマックイーンに7秒、さらにブービーに大差、3秒後れを取る最下位18位で入線している。メジロマックイーンは、このプレジデントシチーまで繰り上げさせて、最下位18着となる。武は1位入線後、勝利を確信してウイニングランやガッツポーズも披露しており、裁決室へ呼び出されるまでこの事態を認識していなかったという。（詳細については、第104回天皇賞を参照。）

#### ジャパンカップ、有馬記念
続いて11月24日のジャパンカップ（GI）に臨む。第11回ジャパンカップは、凱旋門賞2着のフランス・マジックナイトを筆頭に9頭の外国調教馬を迎える15頭立てだった。過去10回の優勝は外国調教馬が8勝、日本調教馬が2勝という状況であったが、1番人気は降着処分による最下位から臨むメジロマックイーンだった。2番人気から8番人気までは外国調教馬が占めており、オッズは1.9倍だった。また単勝支持率は41.4パーセントとなり、これはジャパンカップ史上最高支持率だった。
3枠5番からスタートして、馬場の内側、好位を確保。直線では最も内側にいたが抜け出せなかった。外から追い込んだアメリカのゴールデンフェザント、フランスのマジックナイトにかわされ、突き放される一方となり、終いにはオーストラリアのシャフツベリーアヴェニューにも先着されていた。1位入線のゴールデンフェザントに約3馬身離される4着となった。

12月22日、有馬記念（GI）に臨む。鳴尾記念優勝のナイスネイチャ、前述の天皇賞（秋）繰り上げ優勝のプレクラスニー、プリンスシン、メジロライアンが主な相手だったが、それらを8、9倍台に押し込める、1.7倍の1番人気に支持されていた。
ツインターボが大逃げ、それにダイタクヘリオスやプレクラスニーが続くハイペースとなり、メジロマックイーンは中団を追走する。背後ではナイスネイチャにマークされていた。2周目の第3コーナーでツインターボが失速し、番手や中団待機勢の出番となり、メジロマックイーンは馬場の外側に持ち出して進路を確保する。後はツインターボに代わって先頭となったプレクラスニーとダイタクヘリオスを捕まえ、大外から追い込むナイスネイチャを振り切ることさえすればお終いだった。その通り、直線でプレクラスニーとダイタクヘリオスを楽に捉え、またナイスネイチャも寄せ付けず先頭となる。
しかし間もなくしてプレクラスニーとダイタクヘリオスの間を割り、ブービー15番人気のダイユウサクが追い上げてくる。ダイユウサクの末脚はメジロマックイーンのそれを凌ぐものであり、メジロマックイーンはたちまちのうちに突き放されてしまった。レコードタイムで駆けた伏兵のダイユウサクに優勝をさらわれ、1馬身半差の2着に敗退した。

### 6歳（1992年）

#### 天皇賞（春）
天皇賞（春）連覇を目指して3月15日、阪神競馬場の阪神大賞典から始動する。雨中の稍重、6頭立てとなる中、日経新春杯優勝から臨むカミノクレッセとの一騎打ちになると目されていた。メジロマックイーンは1.3倍、カミノクレッセは2.6倍という支持だった。
道中は3番手を追走し、終始カミノクレッセからのマークを受けていた。しかし2周目の第3コーナーにて、武が促さなくとも進出し、先頭となる。背後ではカミノクレッセが追いすがっていたが、直線では突き放す一方だった。カミノクレッセには5馬身、それ以下には10馬身以上の差をつけて優勝する。当日は武の23歳の誕生日だった。
続いて4月26日、天皇賞（春）に臨む。連覇を目指すメジロマックイーンの前に立ちはだかったのは、トウカイテイオーだった。トウカイテイオーは、同じパーソロン系、クラシック三冠馬シンボリルドルフの初年度産駒だった。デビュー4連勝で臨んだ皐月賞を優勝、続く東京優駿（日本ダービー）も優勝し、クラシック二冠を達成。しかし直後に骨折をきたしたことで、菊花賞に出走できず、父仔三冠の夢は潰えていた。療養中に古馬となったトウカイテイオーは次なる目標を天皇賞（春）に据えてその前哨戦、4月5日の産経大阪杯で戦線に復帰する。ダイユウサク、イブキマイカグラ、ホワイトストーンなどタイトルホルダーが揃っていたが、馬なりのまますべて振り切っていた。東京優駿以来314日のブランクを挟んで、無敗の7連勝を記録していた。
| トウカイテイオー | トウカイテイオー | T-M   | メジロマックイーン | メジロマックイーン |
| ---------------- | ---------------- | ----- | ------------------ | ------------------ |
| 皐月賞           | 1着              | '91春 | 1着                | 天皇賞（春）       |
| 東京優駿         | 1着              | '91春 | 2着                | 宝塚記念           |
| 骨折休養         | 骨折休養         | 夏    | 調整休養           | 調整休養           |
| 骨折休養         | 骨折休養         | 秋    | 1着                | 京都大賞典         |
| 骨折休養         | 骨折休養         | 秋    | 1位                | 天皇賞（秋）       |
| 骨折休養         | 骨折休養         | 秋    | 4着                | ジャパンC          |
| 骨折休養         | 骨折休養         | 秋    | 2着                | 有馬記念           |
| 骨折休養         | 骨折休養         | 冬    | 調整休養           | 調整休養           |
| 産経大阪杯       | 1着              | '92春 | 1着                | 阪神大賞典         |
| 天皇賞（春）     |                  |       |                    |                    |

現役最強ステイヤーと考えられていたメジロマックイーンと、菊花賞を走れなかった無敗のトウカイテイオーの、京都芝3200メートルでの巡り会いは、大いに注目を集め、その頭文字から「TM対決」、果ては「世紀の対決」などと持ち上げられる。メジロマックイーンには関西の武が、トウカイテイオーには関東の岡部幸雄が騎乗するという、東西名手の競演となったことも、競馬ファンの興味を増幅させた。産経大阪杯の調教時に岡部は「（トウカイテイオーは距離に関係なく）地の果てまでも駆けられる」と述べれば、それを聞き、感想を求められた武は「こちら（メジロマックイーン）は天までも駆けられる」と対抗するという競馬場外でのマイクパフォーマンスも見られた。

14頭立てだったが、注目は専らこの2頭であり、2頭で単勝支持率86.1パーセントを占めた。実績と無敗という魅力比べでは、無敗のトウカイテイオーの魅力が勝り、1.5倍の1番人気。メジロマックイーンは、2.2倍の2番人気となる。3番人気以降は、18倍に飛躍していた。また2頭の組み合わせの枠番連勝式、馬番連勝式も売れに売れてともに1倍台となり、ギャンブル的な側面から「銀行レース」だと考えられていた。出走時刻は午後3時40分だったが、直前になってメジロマックイーンの右前脚の蹄鉄が4分の1欠けていることに、早川が気づいていた。1分前になって武が下馬して、蹄鉄の打ち替えが実施される。そのため、定刻から8分遅れての発走となった。
スタートからメジロパーマーが逃げ、折り合いを保ってスローペースを演出。2頭は、中団並んで追走し、やがてメジロマックイーンが前方となった。2周目の第3コーナーに差し掛かり、武は後方のトウカイテイオーを初めて視認。それから坂の上り下りにて、外を回りながら追い上げる「まくり」を敢行した。すぐ外にトウカイテイオーが粘着している状態で最終コーナーを通過する。しかし直線に入って間もなく、トウカイテイオーが失速し、メジロマックイーンが突き放した。
以後、メジロマックイーンは独走となる。後退するトウカイテイオーに代わってカミノクレッセ、イブキマイカグラが追い込んできたが、メジロマックイーンを脅かすものではなかった。カミノクレッセに2馬身半、イブキマイカグラに約7馬身、トウカイテイオーに約9馬身差をつけて先頭で入線する。史上初めて天皇賞（春）連覇を果たす。武は、史上初めて同一GI4連覇、それも天皇賞（春）4連覇を果たした。

#### 左前脚骨折
続いて6月14日の宝塚記念を目指して調教が進められたが、その1週間前の6月7日、調教中に左第1指節種子骨骨折を発症。宝塚記念を回避するとともに、長期の戦線離脱となった。種子骨骨折は、競走能力を喪失する割合が高く、仮に治っても再発する可能性が高く、再起は難しいとされていた。しかし「骨折箇所があと1ミリでもズレていたらカムバックは無理だった」（池江泰郎）という状態で競走能力喪失は免れ、戦線復帰を目指すことができた。骨折から1か月後、洞爺村のメジロ牧場で休養となる。また天皇賞（春）5着のトウカイテイオーも天皇賞（春）の10日後に左前脚の剥離骨折を発症していた。宝塚記念は2頭の再戦の場と考えられたが、叶わなかった。
メジロマックイーンが回避したことで、メジロ牧場は、阪神競馬場への宝塚記念応援団の派遣を中止している。しかしメジロ勢では、メジロパーマーが出走していた。見捨てられたメジロパーマーは9番人気だったが、ダイユウサクやカミノクレッセ相手に逃げ切り優勝を果たしている。前年のメジロライアンに続いて、メジロの宝塚記念連覇と相成っていた。ただ競馬場には、牧場関係者では北野俊雄しかおらず、寂しい表彰式となる。
一方メジロ牧場で放牧されていたメジロマックイーンは、立ち直って一旦函館競馬場に入厩し、栗東トレーニングセンターに帰厩している。調整が進み、この年暮れの有馬記念参戦は可能な状態だったが、池江が自重して回避。年内での復帰は叶わなかった。

### 7歳（1993年）

#### 産経大阪杯
復帰が現実味を帯びてきた頃、陣営は、天皇賞（春）3連覇を目標に据える。同一重賞の3連覇は、これまでにセカイオーが鳴尾記念で果たしたのみであり、GI競走3連覇、それも格式の高い天皇賞（春）3連覇は、もってのほかだった。加えて武も天皇賞（春）5連覇がかかっていた。厩舎に帰還したメジロマックイーンは、200メートルを15秒で走る運動を開始し、1月27日には初めて、脚元の不安が小さいプール調教に臨んでいる。一時期、左前脚に骨膜炎をきたす一頓挫もあった。この骨膜炎を根拠に、一部スポーツ新聞がメジロマックイーンの春の復帰は不可能と報じていたが、実際はそれほど重度のものではなく、予定通り、天皇賞（春）を目指すことができた。天皇賞戦線には、前年の皐月賞と東京優駿を優勝したクラシック二冠馬ミホノブルボン、前々年の二冠馬トウカイテイオーが存在していたが、2頭はほどなく故障し、対決は実現しなかった。メジロマックイーンは、これまで平地コースでの調教しかしていなかったが、ここで初めて坂路調教が導入される。ただ全盛期に比べて物足りず、坂路では人の言うことを聞かず立ち止まるといった悪癖も見られるようになる。調教の強度、量ともに減り、遂にはマスコミから、戦線復帰は厳しいという声も挙がっていた。

当初は過去2年と同じく、3月14日の阪神大賞典を前哨戦とするつもりだった。しかし一頓挫あって見送り、4月4日の産経大阪杯（GII）で始動となる。坂路調教を積んでからの復帰となったが、マスコミは調整不足と見る声が大きかった。加えて馬体重は、約11か月前の天皇賞（春）から14キログラム増加であり、舞台は、未知数の2000メートル戦だった。GII優勝馬に過ぎないナイスネイチャやエルカーサリバーなど格下が相手だったが、メジロマックイーンは信頼を勝ち取ることができず、オッズは、ナイスネイチャと並ぶ2.4倍となる。票数の差で辛くも1番人気となっていた。
7枠13番を得たメジロマックイーンは、逃げるラッキーゲランに次ぐ2番手を追走。最終コーナーにて、促されることなく「馬なり」で先頭となり、直線で突き放した。以後独走、ナイスネイチャに5馬身差をつけて先頭で入線する。前年春のバンブージャンボのタイムを0.2秒上回るコースレコードを樹立し、優勝を果たした。

#### 天皇賞（春）
続いて4月25日、天皇賞（春）に臨む。ミホノブルボンの三冠を阻んだ菊花賞優勝馬ライスシャワー、同3着で重賞連勝して臨むマチカネタンホイザ、宝塚記念の後に有馬記念も制し、阪神大賞典優勝から臨むメジロパーマーなどが3連覇の前に立ちはだかった。しかし産経大阪杯の復活優勝が高く買われ、メジロマックイーンは信頼を勝ち取る。このほか武は、桜花賞をベガで、皐月賞をナリタタイシンで制しており、JRAGIを連勝中だった。オッズ1.5倍の1番人気となる。以下、ライスシャワー5倍、マチカネタンホイザ8倍、メジロパーマー9倍だった。ただメジロマックイーンは、中2週での参戦だった。
前年落鉄した発走前、この年はゲートに収まるのを嫌がり、発走時刻を3分間遅延させた。しばらくして収まり、8枠14番からスタートした。メジロパーマーが大逃げする一方で、3、4番手の好位を追走した。背後にはライスシャワーがおり、マークされる形となった。メジロパーマーは、天皇賞（春）史上2番目に早いペースで先導していた。ハイペースとなる中、メジロマックイーンは2周目の第3コーナーから進出を開始する。ただ傍らにはライスシャワーを伴っていた。やがてメジロマックイーンとライスシャワーは、先頭のメジロパーマーに並びかける。ただメジロパーマーも失速していなかった。3頭並ぶ雁行状態、わずかにメジロマックイーンが先頭で最終コーナーを通過する。ただ直線半ばでその均衡も解け、ライスシャワーの末脚が優勢となる。メジロマックイーンは抵抗することができず、脚色は、メジロパーマーのそれと同じとなった。以後、独走を許し、メジロパーマーとの2着争いとなった。
ライスシャワーに2馬身半差の2着。3着のメジロパーマーには4分の3馬身差。天皇賞（春）3連覇並びに、武の天皇賞（春）5連覇は、果たせなかった。メジロパーマーから6馬身差の4着にマチカネタンホイザ。4着までがイナリワンのコースレコードを上回るタイムで駆けていた。武は「悔しいけれど、力は出し切っての結果。勝った馬が強かった」、池江は「完全なレースをしての負け。相手が一枚上だった」と述懐している。このレース、メジロマックイーンは、発走直前にゲートを入りを嫌がったことで「枠入り不良」と判断されている。そのため、発走調教再審査の制裁が課された。

#### 宝塚記念
続いて6月13日、皇太子殿下御成婚奉祝宝塚記念に臨む。ライスシャワーは放牧、トウカイテイオーは復帰予定だったが再び故障し断念。さらにカミノクレッセやヒシマサル、シスタートウショウなども断念するなど、有力馬の回避が続出。注目は前年度優勝馬のメジロパーマーとの対決に絞られていた。他の相手には、ニシノフラワー、シャコーグレイド、アイルトンシンボリがいたが、人気は2頭に集中した。メジロマックイーンが1.5倍の1番人気、メジロパーマーが2.7倍だった。良馬場ではあったが、雨が降り、特に内側が荒れている状態での発走だった。
メジロパーマーが、荒れていない外側を選んで逃げに出た。ほとんどがそれに従って馬群が形成され、2番手にニシノフラワー、3番手の好位にメジロマックイーンがいた。メジロパーマーは馬場に脚をとられ、ニシノフラワーは折り合いがつかなかった。第3コーナー、前の2頭は脱落し、代わってメジロマックイーンが先頭となる。直線では後続を突き放して独走。後方から追い上げたイクノディクタスに1馬身4分の3差をつけて先頭で入線する。
GI4勝目。メジロ勢は宝塚記念3連覇。また、祖父メジロアサマは1971年2着、1972年6着、父メジロティターンは1982年9着に敗れ、二代続けて逃した宝塚記念のタイトルを三代目が回収していた。

#### 京都大賞典
函館競馬場での夏休みを経て、秋は前々年に1位入線も降着、前年は出走できなかった天皇賞（秋）を目指し、10月10日の京都大賞典で始動する。相手にはメジロパーマーの他に、4歳で臨んだ有馬記念でメジロパーマーにハナ差の2着となったレガシーワールドなどが揃う10頭立てだった。ただメジロマックイーンは1.2倍、レガシーワールドを4.4倍、メジロパーマーを14.0倍に押し込める1番人気だった。

メジロパーマーが逃げ、それにレガシーワールドが続く中、メジロマックイーンは中団5番手を追走する。第3コーナーからは、武が促さずとも、前方の対抗馬と距離を縮めた。盛んに促される対抗馬に最終コーナーに並びかけて、たちまちかわして先頭となる。唯一レガシーワールドが抵抗してきたが、直線で突き放していた。以後独走、レガシーワールドに3馬身半差をつけて決勝線を通過した。重賞9勝目。走破タイム2分22秒7は、前年優勝馬オースミロッチの記録を1.9秒上回るコースレコードだった。武はこの直後にこう述べていた。

#### 引退
前哨戦を勝利したことで、10月31日の天皇賞（秋）に大本命で臨むこととなった。しかしその4日前の10月27日、ウッドチップコースでの調教を終えた後に歩様が乱れて天皇賞（秋）を回避を決定。その後の検査で、左前脚の繋靭帯炎が判明する。復帰には最低でも半年かかるとされ、既に種牡馬シンジケートが結成されていたことが後押しとなって引退が決定する。29日に引退発表がなされた。結局、秋の古馬GI競走には縁がないまま引退となった。欠場したこの年の秋、天皇賞（秋）はヤマニンゼファー、ジャパンカップはレガシーワールド、有馬記念はトウカイテイオーが優勝しているが、レガシーワールドとトウカイテイオーは、メジロマックイーンが下した相手だった。またヤマニンゼファーは、ニホンピロウイナー産駒、安田記念連覇のマイラーであるが、メジロマックイーンの引退レースとなった京都大賞典の2000メートル通過タイムが、天皇賞（秋）のヤマニンゼファーの走破タイムを上回っていた。このことから武は、天皇賞（秋）に体調の問題がないメジロマックイーンが出ていれば「100パーセント勝っていた」と述べている。
|   | 馬名               | 総収得賞金        | 戦績     | GI勝利                                      |
| - | ------------------ | ----------------- | -------- | ------------------------------------------- |
| 1 | メジロマックイーン | 10億1465万7700円  | 21戦12勝 | 菊花賞、天皇賞（春）連覇、宝塚記念          |
| 2 | オグリキャップ     | -08億8970万2000円 | 20戦12勝 | 有馬記念連覇、マイルCS、安田記念            |
| 3 | ダイタクヘリオス   | 0-6億8995万2400円 | 35戦10勝 | マイルCS連覇                                |
| 4 | シンボリルドルフ   | 0-6億8482万4200円 | 15戦13勝 | 三冠、有馬記念連覇、天皇賞（春）、ジャパンC |

引退により成績は21戦12勝、総獲得賞金は10億1465万7700円で確定する。デビューから引退まで、降着を考えなければ、入着を逃したことはなかった。7歳の宝塚記念を優勝したことにより、オグリキャップなどを上回る獲得賞金9億円に到達。続く秋の京都大賞典を優勝したことにより、アメリカの賞金王で、世界最高とされるアリシーバでも届かなかった10億円に到達していた。
引退決定から約1か月後の11月21日、マイルチャンピオンシップ当日昼休みの京都競馬場で引退式が行われる。当日はメジロマックイーンのための徹夜組が発生するなど、ファンが集結。そのため開門が1時間繰り上げられる措置が取られた。「異例のはからい」でパドックを周回してから入場、北野豊吉の悲願が果たされた1991年天皇賞（春）のゼッケン、帽色でお披露目がなされた。故障しているため、歩くことしかできなかった。競馬場内は、まず関西GI競走の馬場入場で使用される楽曲「ザ・チャンピオン」が流され、やがてスティーブ・マックイーンの主演映画『大脱走』のテーマ楽曲に変化した。『大脱走』のテーマとともに競馬場から退いている。11月24日、JRAの競走馬登録を抹消する。翌1994年3月9日にて行われた顕彰馬選考委員会にて、全会一致で選出され、史上22頭目の顕彰馬となった。

## 種牡馬時代
競走馬引退後は、生まれ故郷のメジロ牧場の検疫厩舎にて静養した後、北海道早来町の社台スタリオンステーション早来にて種牡馬として供用される。ノーザンダンサーやロイヤルチャージャーなど、当時の主流血脈を持っていない異系血統という点で配合選択肢の幅広さが注目を集めた。全60株、1株1200万円というシンジケートが結成されており、1日のうちに満口になっていた。メジロマックイーンは初めは躊躇するも、1994年2月16日に初めて牝馬と交配してからは、盛んに種付けできるようになったという。父メジロティターンに似ず、祖父メジロアサマに似て「大の種付け好き」（阿部珠樹）、「スタリオンでも1、2を争うほど種付けが好き」（山田康文）であり、牝馬の乗る馬運車が近づくだけで騒ぎたてるほどだった。
初年度となる1994年は、内国産新種牡馬では最も多い98頭の繁殖牝馬と交配し、2年目から4年目までは80頭ほど、5年目となる1998年にはピークとなる149頭と交配した。8年目となる2001年にも142頭を集めたが、以降は右肩下がりとなる。メジロマックイーンのような馬格のある産駒がなかなか生まれず、生産者側も苦労していた。社台スタリオンステーションの徳武英介によれば、相手の牝馬にも馬格を求めて、メジロマックイーンの再現も狙ったこともあったという。

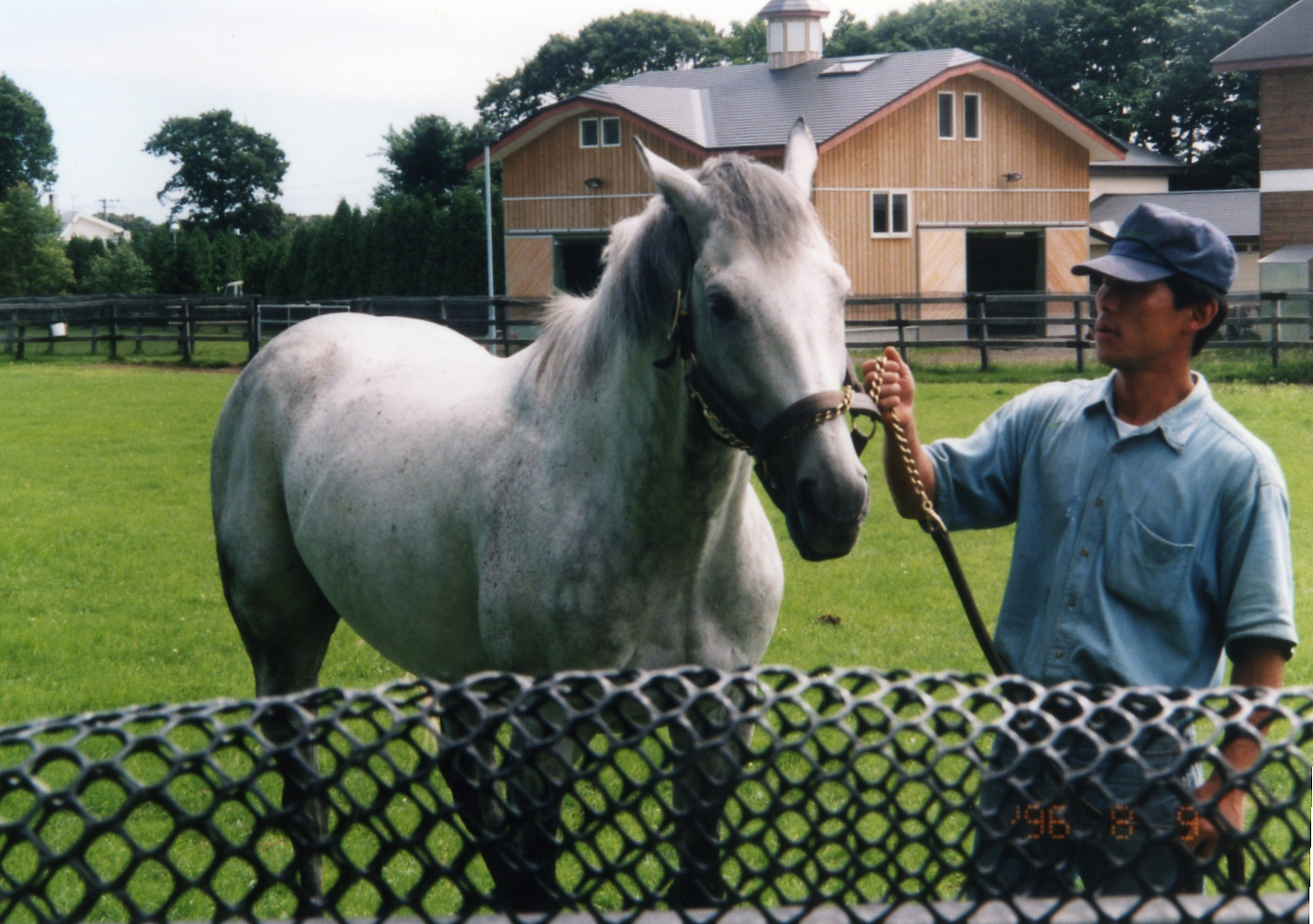
メジロマックイーン（1996年）

ただ産駒の成績も上がることはなく、2004年シーズンを以てシンジケートが解散される。それから11年目となる2004年からは都落ちとなり、社台スタリオンステーション荻伏に移動している。移動初年度の11年目は54頭となり、12年目には14頭にまで落ち込んだ。種牡馬生活13年目の2006年、3頭と交配した後の4月3日午後5時15分に心不全で19歳で死亡、生没同日を果たしている。生き永らえていた場合、種牡馬を引退した後は、生まれ故郷のメジロ牧場で余生を過ごす予定だった。存命していた父メジロティターンとともに過ごす計画があったが、叶わなかった。5月17日、洞爺湖町のメジロ牧場にて、北野雄二や池江、ファンなど100人が参列して法要が行われている。
産駒は、1997年から2014年まで日本競馬で走っている。2008年の中山牝馬ステークス、クイーンステークスを制したヤマニンメルベイユ（母父:サンデーサイレンス）や、2009年のクイーンカップ、フローラステークスを制したディアジーナ（母父:ビショップボブ）などが重賞優勝を果たしたが、JRA-GI優勝産駒は現れなかった。特に天皇賞を勝てば、父系四代天皇賞制覇であり、特にメジロ牧場はそれを目指して自らの一線級の繁殖牝馬をあてがっていた。しかし最高順位は、2008年春に臨んだホクトスルタン（ダイイチ牧場生産、母父:サンデーサイレンス、優勝:アドマイヤジュピタ）の4着に留まり、それを産駒で果たすことはできなかった。徳武はメジロマックイーンの種牡馬時代を振り返り、「最後まで（種牡馬としての）イメージがつかめず、配合に迷いがあった」と述べている。

## 死後

### "黄金配合"
種牡馬としてのメジロマックイーンは、優秀な産駒の輩出には至らず、有力な後継種牡馬は出現せず、父系は枝葉を広げるほど発展しなかった。ただ産駒の牝馬が、いくらか繁殖牝馬として残されるのみとなる。父としての産駒が活躍しなかったメジロマックイーンには、母系に降り「母の父」「母の母の父」などとしての優秀な産駒が出現する将来に託すことしかできなかったが、優秀な産駒に巡り合うことなく、メジロマックイーンは死亡している。
ただ死後、遺された数少ない繁殖牝馬が、種牡馬ステイゴールドと結びつく。ステイゴールドとメジロマックイーンは共に気性が荒く、馬産地ではこの2頭を繋ぎとめる行為は、気性がさらに荒い産駒が産まれるだけ、「禁じ手」（後藤正俊）であると考えられて敬遠されていた。しかしその交配に挑んだ白老ファームから、ドリームジャーニーが誕生する。それにオルフェーヴル、ゴールドシップが続き、この3頭は共に優秀な成績を残した。
|      | 順位 | AEI  |
| ---- | ---- | ---- |
| 没年 | 97   | 1.76 |
|      |      |      |
| 2010 | 52   | 1.28 |
| 2011 | 9    | 3.82 |
| 2012 | 8    | 3.60 |
| 2013 | 11   | 3.36 |

このことからメジロマックイーンは「母の父」として、生前の種牡馬時代を上回る名声を得ることになった。特に2011年から2012年のクラシックにおいては、まずオルフェーヴルが皐月賞、東京優駿、菊花賞を優勝し、ゴールドシップがその翌年の皐月賞を優勝している。同じ父のクラシック4連勝は、ダイオライト、プリメロ、サンデーサイレンスの例があったが、同じ父と母父のクラシック4連勝は、史上初めてだった。日本競馬が成熟し、多様な配合ができる時代にあって同じ父と母父による4連勝は、増田英樹によれば「競馬史の中でいつまでも語り継がれるべき快挙」だと評している。この配合パターンは、オルフェーヴルやゴールドシップが活躍した頃に、広く認識されるようになり、「黄金配合」「奇跡の配合」などと称された。ただメジロマックイーンは既に死んでいたこと、その血統が低く見られていたことで、その血を引く繁殖牝馬の数が少なかった。そのため、ある生産者は「黄金配合」を行うために乗馬に転用された父メジロマックイーンの牝馬を、生産牧場に引き戻し、繁殖牝馬にするといった行動も見られた。
| 黄金配合の血統 | 黄金配合の血統     | 黄金配合の血統     | 黄金配合の血統     | 黄金配合の血統                                                      | 黄金配合の血統                                                      | 黄金配合の血統                                                      | 黄金配合の血統                                                      | 黄金配合の血統                                                      | 黄金配合の血統                                                      | 黄金配合の血統                                                      | 黄金配合の血統                                                      | （血統表の出典）                                                    | （血統表の出典） |
| |                    |                    |                    |                                                                     |                                                                     |                                                                     |                                                                     |                                                                     |                                                                     |                                                                     |                                                                     | *Hail to Reason                                                     | *Turn-to         |
| | *Nothirdchance     |                    |                    |                                                                     |                                                                     |                                                                     |                                                                     |                                                                     |                                                                     |                                                                     |                                                                     | *Hail to Reason                                                     |                  |
| | Sunday Silence     | Sunday Silence     | Sunday Silence     |                                                                     | Halo                                                                | Halo                                                                | Halo                                                                | *Cosmah                                                             | *Cosmic Bomb                                                        |                                                                     |                                                                     |                                                                     |                  |
| * | サンデーサイレンス | サンデーサイレンス | サンデーサイレンス |                                                                     | Halo                                                                | Halo                                                                | Halo                                                                | *Cosmah                                                             | *Almahmoud                                                          |                                                                     |                                                                     |                                                                     |                  |
| | サンデーサイレンス | サンデーサイレンス | サンデーサイレンス |                                                                     |                                                                     |                                                                     |                                                                     | *Understanding                                                      | *Promised Land                                                      |                                                                     |                                                                     |                                                                     |                  |
| | 1986               | 青鹿毛             | USA                |                                                                     | *Pretty Ways                                                        |                                                                     |                                                                     | *Understanding                                                      |                                                                     |                                                                     |                                                                     |                                                                     |                  |
| |                    |                    |                    | 9勝                                                                 | 9勝                                                                 | 9勝                                                                 |                                                                     | Wishing Well                                                        | Wishing Well                                                        | Wishing Well                                                        | *Mountain Flower                                                    | *Montparnasse                                                       |                  |
| | ステイゴールド     | ステイゴールド     | ステイゴールド     |                                                                     |                                                                     |                                                                     |                                                                     | Wishing Well                                                        | Wishing Well                                                        | Wishing Well                                                        | *Mountain Flower                                                    |                                                                     | *Edelweiss       |
| | ステイゴールド     | ステイゴールド     | ステイゴールド     |                                                                     |                                                                     |                                                                     |                                                                     |                                                                     | Dictus                                                              | Dictus                                                              | Dictus                                                              | *Sanctus                                                            | *Fine Top        |
| |                    |                    |                    | *Sanelta                                                            |                                                                     |                                                                     |                                                                     |                                                                     | Dictus                                                              | Dictus                                                              | Dictus                                                              | *Sanctus                                                            |                  |
| 1994 | 黒鹿毛             | JPN                |                    |                                                                     |                                                                     |                                                                     | *                                                                   | ディクタス                                                          | ディクタス                                                          | ディクタス                                                          | *Doronic                                                            | *Worden                                                             |                  |
| 7勝 | 7勝                | 7勝                |                    | ゴールデンサッシュ                                                  | ゴールデンサッシュ                                                  | ゴールデンサッシュ                                                  |                                                                     | ディクタス                                                          | ディクタス                                                          | ディクタス                                                          | *Doronic                                                            | *Dulzetta                                                           |                  |
| |                    |                    |                    | ゴールデンサッシュ                                                  | ゴールデンサッシュ                                                  | ゴールデンサッシュ                                                  |                                                                     |                                                                     |                                                                     |                                                                     | *ノーザンテースト                                                   | *Northern Dancer                                                    |                  |
| | 1988               | 栗毛               | JPN                |                                                                     | *Lady Victoria                                                      |                                                                     |                                                                     |                                                                     |                                                                     |                                                                     | *ノーザンテースト                                                   |                                                                     |                  |
| | 0勝                | 0勝                | 0勝                |                                                                     | ダイナサッシュ                                                      | ダイナサッシュ                                                      | ダイナサッシュ                                                      | *ロイヤルサッシュ                                                   | *Princely Gift                                                      |                                                                     |                                                                     |                                                                     |                  |
| |                    |                    |                    |                                                                     | ダイナサッシュ                                                      | ダイナサッシュ                                                      | ダイナサッシュ                                                      | *ロイヤルサッシュ                                                   | *Sash of Honour                                                     |                                                                     |                                                                     |                                                                     |                  |
| |                    |                    |                    |                                                                     |                                                                     |                                                                     |                                                                     |                                                                     |                                                                     |                                                                     |                                                                     | *メジロアサマ                                                       | *パーソロン      |
| | *スヰート          |                    |                    |                                                                     |                                                                     |                                                                     |                                                                     |                                                                     |                                                                     |                                                                     |                                                                     | *メジロアサマ                                                       |                  |
| |                    |                    |                    |                                                                     | メジロティターン                                                    | メジロティターン                                                    | メジロティターン                                                    | *シェリル                                                           | *スノッブ                                                           |                                                                     |                                                                     |                                                                     |                  |
| | メジロマックイーン | メジロマックイーン | メジロマックイーン |                                                                     | メジロティターン                                                    | メジロティターン                                                    | メジロティターン                                                    | *シェリル                                                           | *Chanel                                                             |                                                                     |                                                                     |                                                                     |                  |
| | メジロマックイーン | メジロマックイーン | メジロマックイーン |                                                                     |                                                                     |                                                                     |                                                                     | *リマンド                                                           | *Alcide                                                             |                                                                     |                                                                     |                                                                     |                  |
| | 1987               | 芦毛               | JPN                |                                                                     | *Admonish                                                           |                                                                     |                                                                     | *リマンド                                                           |                                                                     |                                                                     |                                                                     |                                                                     |                  |
| |                    |                    |                    | 12勝                                                                | 12勝                                                                | 12勝                                                                |                                                                     | メジロオーロラ                                                      | メジロオーロラ                                                      | メジロオーロラ                                                      | *メジロアイリス                                                     | *ヒンドスタン                                                       |                  |
| | -                  | -                  | -                  |                                                                     |                                                                     |                                                                     |                                                                     | メジロオーロラ                                                      | メジロオーロラ                                                      | メジロオーロラ                                                      | *メジロアイリス                                                     |                                                                     | *アサマユリ      |
| | -                  | -                  | -                  |                                                                     |                                                                     |                                                                     |                                                                     |                                                                     |                                                                     |                                                                     |                                                                     | *-                                                                  | *-               |
| |                    |                    |                    | *-                                                                  |                                                                     |                                                                     |                                                                     |                                                                     |                                                                     |                                                                     |                                                                     | *-                                                                  |                  |
| |                    |                    |                    |                                                                     |                                                                     |                                                                     |                                                                     | -                                                                   | -                                                                   | -                                                                   | *-                                                                  | *-                                                                  |                  |
| |                    |                    |                    | -                                                                   | -                                                                   | -                                                                   |                                                                     | -                                                                   | -                                                                   | -                                                                   | *-                                                                  | *-                                                                  |                  |
| |                    |                    |                    | -                                                                   | -                                                                   | -                                                                   |                                                                     |                                                                     |                                                                     |                                                                     | *-                                                                  | *-                                                                  |                  |
| |                    |                    |                    |                                                                     | *-                                                                  |                                                                     |                                                                     |                                                                     |                                                                     |                                                                     | *-                                                                  |                                                                     |                  |
| |                    |                    |                    |                                                                     | -                                                                   | -                                                                   | -                                                                   | *-                                                                  | *-                                                                  |                                                                     |                                                                     |                                                                     |                  |
| |                    |                    |                    |                                                                     | -                                                                   | -                                                                   | -                                                                   | *-                                                                  | *-                                                                  |                                                                     |                                                                     |                                                                     |                  |
| 父系 | 父系               | 父系               | 父系               | サンデーサイレンス系< ロイヤルチャージャー系<< ダーレーアラビアン系 | サンデーサイレンス系< ロイヤルチャージャー系<< ダーレーアラビアン系 | サンデーサイレンス系< ロイヤルチャージャー系<< ダーレーアラビアン系 | サンデーサイレンス系< ロイヤルチャージャー系<< ダーレーアラビアン系 | サンデーサイレンス系< ロイヤルチャージャー系<< ダーレーアラビアン系 | サンデーサイレンス系< ロイヤルチャージャー系<< ダーレーアラビアン系 | サンデーサイレンス系< ロイヤルチャージャー系<< ダーレーアラビアン系 | サンデーサイレンス系< ロイヤルチャージャー系<< ダーレーアラビアン系 | サンデーサイレンス系< ロイヤルチャージャー系<< ダーレーアラビアン系 | （出典）         |
| 母系 |                    |                    |                    |                                                                     |                                                                     |                                                                     |                                                                     |                                                                     |                                                                     |                                                                     |                                                                     |                                                                     |                  |
| 5代内の近親交配 |                    |                    |                    |                                                                     |                                                                     |                                                                     |                                                                     |                                                                     |                                                                     |                                                                     |                                                                     |                                                                     |                  |
| 上記血統表中、4桁の数字は生年を表す。国名は生産国を表す。「*」は日本へ輸入された馬を示す。太字は近親交配が行われていることを示す。 |                    |                    |                    |                                                                     |                                                                     |                                                                     |                                                                     |                                                                     |                                                                     |                                                                     |                                                                     |                                                                     |                  |

ドリームジャーニー、オルフェーヴル兄弟並びにゴールドシップは、競走馬引退後に種牡馬となり、重賞優勝産駒を産んでいる。例えばオルフェーヴルの初年度産駒、2018年の皐月賞を優勝したエポカドーロの父母父が、メジロマックイーンである。エポカドーロを始め後継種牡馬もおり、メジロマックイーンの血は継承されている。

#### オリエンタルアート
オリエンタルアートは、父メジロマックイーン、母エレクトロアートの牝馬である。日本における牝系は、社台ファームが1982年にアメリカから輸入したグランマスティーヴンスから続いており、エレクトロアート、オリエンタルアートと社台系列の白老ファームで育まれていた。オリエンタルアートは競走馬として23戦3勝という成績を残して引退し、繁殖牝馬となる。オリエンタルアートの仔は種付けをする前から、厩舎を開業する池江泰郎の息子・池江泰寿厩舎に入厩することが内定していた。そのため、白老ファームは、泰郎が管理したメジロマックイーンに合わせて、同じく泰郎が管理し白老産で、池江家にゆかりのあるステイゴールドをあてがう。ステイゴールドは、2着10回入着22回、2001年香港ヴァーズ優勝馬、種牡馬供用2年目だった。

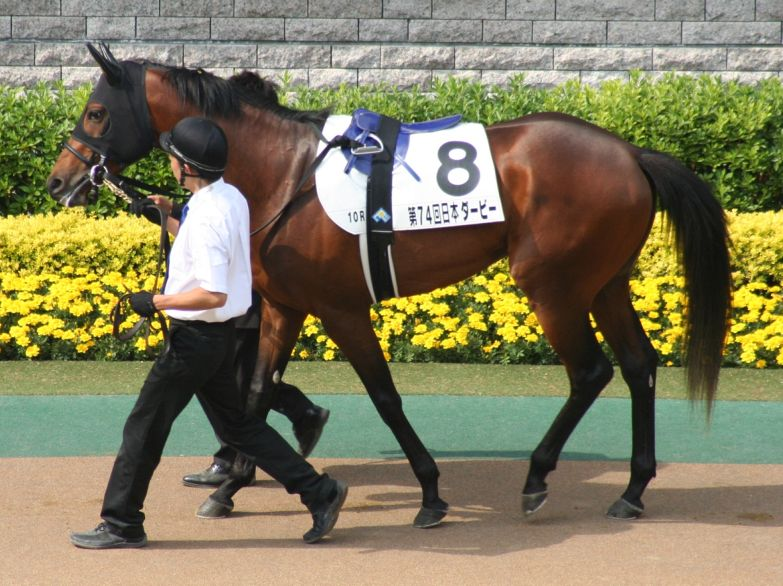
ドリームジャーニー

そして2004年に白老ファームで生産された鹿毛の牡馬が、ドリームジャーニーとなる。開業したばかりの泰寿厩舎からデビューしていた。3戦2勝で迎えた2006年の朝日杯フューチュリティステークスを、蛯名正義に導かれて優勝し、GI競走戴冠。その後、武に導かれて2007年神戸新聞杯を優勝、池添謙一に導かれて2009年の宝塚記念、有馬記念というファン投票競走、通称「グランプリ」を連覇している。

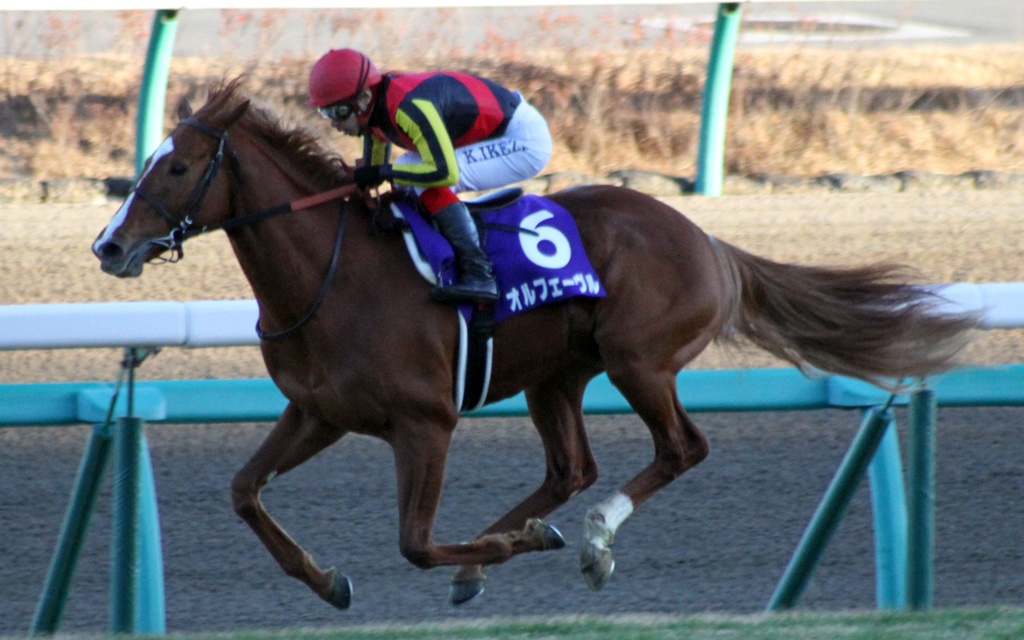
オルフェーヴル

その後のオリエンタルアートは、ダンスインザダーク、クロフネ、ネオユニヴァースとの交配を経て5年目・2007年に、ディープインパクトと交配する。ただ3度挑んでも受胎しなかった。仔が生まれない「空胎」の1年を作りたくなかった白老ファームは、ディープインパクトに代わる交配相手に、ドリームジャーニーを参考にして再びステイゴールドを選択する。そして2008年に産まれた栗毛の牡馬が、オルフェーヴルとなる。徳武によれば、オルフェーヴルは顔がメジロマックイーンに似ていたという。兄に同じく、泰寿厩舎からデビュー。池添に導かれて、2011年のクラシック三冠を独り占めし、有馬記念も優勝。さらに2012年宝塚記念、2013年有馬記念も優勝した。

#### ポイントフラッグ
ポイントフラッグは、父メジロマックイーン、母パストラリズムの牝馬である。日本における牝系は、宮内省下総御料牧場が1931年にアメリカから輸入した星旗（下総御料牧場の基礎輸入牝馬）から続いている。その星旗の末裔、スイートフラッグに一目惚れした若かりし頃の小林英一が、時を経て馬主となり、星旗の末裔でスイートフラッグの母の末裔である牝馬パストラリズムを所有。北海道日高町の出口牧場に預託し、ポイントフラッグが誕生している。ポイントフラッグは小林所有のもと、栗東の須貝彦三厩舎からデビュー。2001年チューリップ賞2着など15戦1勝で引退し、出口牧場で繁殖牝馬となる。2004年に初仔を産んでから生産し続けた。しかしポイントフラッグは500キログラム越えの馬体をしており、仔も大きかった。そこで2008年、出口は、ポイントフラッグとは対照的に体の小さなステイゴールドをあてがう。

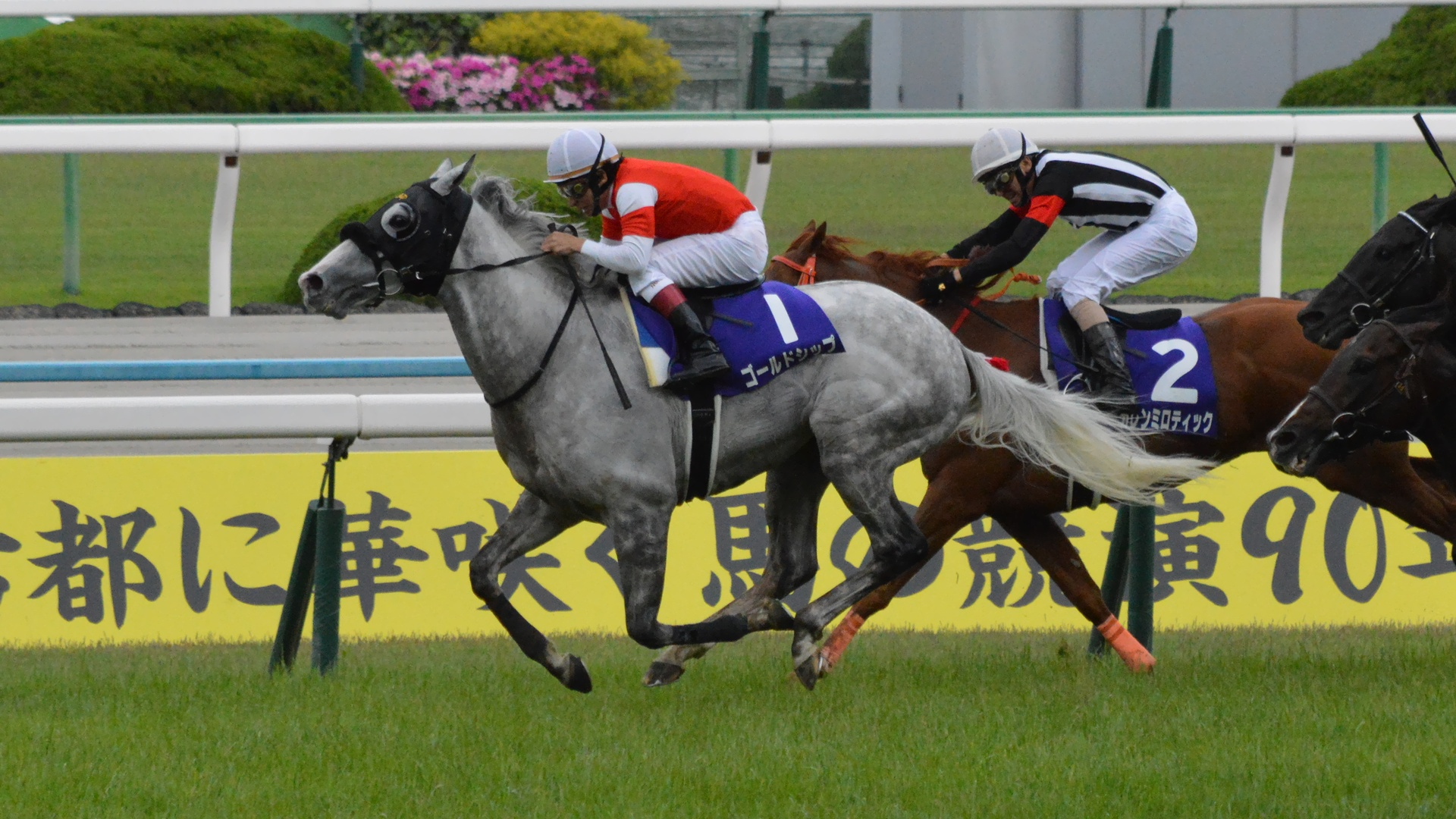
ゴールドシップ

そして2009年に産まれた、出口の思惑外れて大きく生まれた牡馬が、ゴールドシップとなる。ゴールドシップは、母ポイントフラッグを、ひいてはメジロマックイーンの系譜を受け継いで芦毛だった。須貝彦三の息子・須貝尚介厩舎からデビューし、内田博幸に導かれて2012年のクラシック二冠（皐月賞、菊花賞）と有馬記念を優勝。2013年には宝塚記念を優勝。そして横山典弘に導かれて翌2014年の宝塚記念を優勝し連覇していた。そして2015年には、天皇賞（春）を優勝する。これによりメジロマックイーンは、母の父として産駒で天皇賞優勝馬を産み出した。

## 競走成績
以下の内容は、netkeiba.com並びにJBISサーチ、『優駿』の情報に基づく。
| 競走日 | 競走日 | 競走日 | 競馬場 | 競走名       | 格   | 距離 （馬場） | 頭 数 | 枠 番 | 馬 番 | オッズ （人気） | 着順 | タイム （上り3F） | タイム （上り3F） | 着差 | 騎手      | 斤量 [kg] | 1着馬 （2着馬）        | 馬体重 [kg] |
| ------ | ------ | ------ | ------ | ------------ | ---- | ------------- | ----- | ----- | ----- | --------------- | ---- | ----------------- | ----------------- | ---- | --------- | --------- | ---------------------- | ----------- |
| 1990.  | 02.    | 03     | 阪神   | 4歳新馬      |      | ダ1700m（不） | 10    | 6     | 6     | 3.3（2人）      | 01着 | 01.47.7           | （37.0）          | -0.3 | 0村本善之 | 55        | （ハギノレジェンド）   | 492         |
|        | 02.    | 25     | 阪神   | ゆきやなぎ賞 | 5下  | 芝2000m（重） | 13    | 5     | 6     | 2.2（1人）      | 02着 | 02.04.6           | （38.5）          | -0.2 | 0村本善之 | 55        | シンボリデーバ         | 486         |
|        | 05.    | 12     | 京都   | あやめ賞     | 5下  | 芝2200m（良） | 15    | 2     | 3     | 1.7（1人）      | 03着 | 02.17.5           | （37.8）          | -0.4 | 0村本善之 | 55        | ホウユウロイヤル       | 484         |
|        | 09.    | 02     | 函館   | 渡島特別     | 5下  | ダ1700m（良） | 10    | 7     | 8     | 1.7（1人）      | 02着 | 01.46.6           | （38.9）          | -0.0 | 0内田浩一 | 55        | マンジュデンカブト     | 496         |
|        | 09.    | 16     | 函館   | 木古内特別   | 5下  | ダ1700m（重） | 8     | 4     | 4     | 1.2（1人）      | 01着 | 01.47.3           | （37.6）          | -0.1 | 0内田浩一 | 55        | （リキサンロイヤル）   | 498         |
|        | 09.    | 23     | 函館   | 大沼S        | 9下  | 芝2000m（不） | 14    | 7     | 12    | 4.1（1人）      | 01着 | 02.04.5           | （38.2）          | -0.3 | 0内田浩一 | 54        | （トウショウアイ）     | 498         |
|        | 10.    | 13     | 京都   | 嵐山S        | 15下 | 芝3000m（稍） | 9     | 5     | 5     | 2.4（1人）      | 02着 | 03.06.6           | （36.5）          | -0.2 | 0内田浩一 | 55        | ミスターアダムス       | 480         |
|        | 11.    | 04     | 京都   | 菊花賞       | GI   | 芝3000m（重） | 17    | 2     | 2     | 7.8（4人）      | 01着 | 03.06.2           | （35.4）          | -0.2 | 0内田浩一 | 57        | （ホワイトストーン）   | 484         |
| 1991.  | 03.    | 10     | 中京   | 阪神大賞典   | GII  | 芝3000m（良） | 9     | 4     | 4     | 1.2（1人）      | 01着 | R3.07.3           | （35.4）          | -0.4 | 0武豊     | 58        | （ゴーサイン）         | 488         |
|        | 04.    | 28     | 京都   | 天皇賞（春） | GI   | 芝3200m（良） | 18    | 7     | 15    | 1.7（1人）      | 01着 | 03.18.8           | （36.0）          | -0.4 | 0武豊     | 58        | （ミスターアダムス）   | 482         |
|        | 06.    | 09     | 京都   | 宝塚記念     | GI   | 芝2200m（良） | 10    | 8     | 10    | 1.4（1人）      | 02着 | 02.13.8           | （36.1）          | -0.2 | 0武豊     | 56        | メジロライアン         | 484         |
|        | 10.    | 06     | 京都   | 京都大賞典   | GII  | 芝2400m（良） | 7     | 4     | 4     | 1.1（1人）      | 01着 | 02.26.5           | （35.5）          | -0.6 | 0武豊     | 59        | （メイショウビトリア） | 486         |
|        | 10.    | 27     | 東京   | 天皇賞（秋） | GI   | 芝2000m（不） | 18    | 7     | 13    | 1.9（1人）      | 18着 | 02.02.9           | （37.4）          | -1.0 | 0武豊     | 58        | プレクラスニー         | 498         |
|        | 11.    | 24     | 東京   | ジャパンC    | GI   | 芝2400m（良） | 15    | 3     | 5     | 1.9（1人）      | 04着 | 02.25.3           | （34.9）          | -0.6 | 0武豊     | 57        | ゴールデンフェザント   | 498         |
|        | 12.    | 22     | 中山   | 有馬記念     | GI   | 芝2500m（良） | 15    | 1     | 1     | 1.7（1人）      | 02着 | 02.30.8           | （35.6）          | -0.2 | 0武豊     | 57        | ダイユウサク           | 492         |
| 1992.  | 03.    | 15     | 阪神   | 阪神大賞典   | GII  | 芝3000m（良） | 6     | 4     | 4     | 1.3（1人）      | 01着 | 03.13.5           | （36.7）          | -0.4 | 0武豊     | 59        | （カミノクレッセ）     | 492         |
|        | 04.    | 26     | 京都   | 天皇賞（春） | GI   | 芝3200m（稍） | 14    | 4     | 5     | 2.2（2人）      | 01着 | 03.20.0           | （36.3）          | -0.8 | 0武豊     | 58        | （カミノクレッセ）     | 490         |
| 1993.  | 04.    | 04     | 阪神   | 産経大阪杯   | GII  | 芝2000m（良） | 16    | 7     | 13    | 2.4（1人）      | 01着 | R2.03.3           | （37.1）          | -0.8 | 0武豊     | 59        | （ナイスネイチャ）     | 504         |
|        | 04.    | 25     | 京都   | 天皇賞（春） | GI   | 芝3200m（良） | 15    | 8     | 14    | 1.6（1人）      | 02着 | 03.17.5           | （36.8）          | -0.4 | 0武豊     | 58        | ライスシャワー         | 500         |
|        | 06.    | 13     | 阪神   | 宝塚記念     | GI   | 芝2200m（良） | 11    | 6     | 6     | 1.5（1人）      | 01着 | 02.17.7           | （38.0）          | -0.3 | 0武豊     | 56        | （イクノディクタス）   | 494         |
|        | 10.    | 10     | 京都   | 京都大賞典   | GII  | 芝2400m（良） | 11    | 1     | 1     | 1.2（1人）      | 01着 | R2.22.7           | （35.7）          | -0.6 | 0武豊     | 59        | （レガシーワールド）   | 496         |

- タイム欄のRはレコード勝ちを示す。

## 種牡馬成績

### 産駒成績

#### 年度別成績
以下の内容は、JBISサーチの情報、『優駿』に基づく。
| 種付年度 | 生産年度 | 種付頭数 | 生産頭数 | 血統登録頭数 | 出走頭数 | 勝馬頭数 | 重賞勝馬頭数 | AEI  | CPI  | 重賞優勝産駒       | 順位 | 勝馬率 |
| -------- | -------- | -------- | -------- | ------------ | -------- | -------- | ------------ | ---- | ---- | ------------------ | ---- | ------ |
| 1994     | 1995     | 98       | 84       | 84           | 69       | 47       | 2            | 1.62 |      | エイダイクイン     | 8    | 69.57  |
| 1995     | 1996     | 88       | 65       | 62           | 56       | 37       | 0            | 1.18 |      |                    | 24   | 66.07  |
| 1996     | 1997     | 80       | 53       | 52           | 45       | 27       | 0            | 1.27 |      |                    | 27   | 62.22  |
| 1997     | 1998     | 82       | 58       | 59           | 52       | 32       | 1            | 0.75 |      | タイムフェアレディ | 38   | 63.46  |
| 1998     | 1999     | 149      | 103      | 102          | 89       | 63       | 0            | 0.75 |      |                    | 34   | 71.91  |
| 1999     | 2000     | 100      | 59       | 57           | 51       | 34       | 0            | 1.03 |      |                    | 39   | 66.67  |
| 2000     | 2001     | 83       | 45       | 44           | 41       | 20       | 0            | 0.37 |      |                    | 102  | 48.78  |
| 2001     | 2002     | 142      | 87       | 84           | 73       | 43       | 2            | 0.59 |      | ヤマニンメルベイユ | 48   | 58.90  |
| 2002     | 2003     | 81       | 42       | 41           | 27       | 16       | 0            | 0.18 |      |                    | 166  | 59.26  |
| 2003     | 2004     | 64       | 42       | 39           | 28       | 17       | 1            | 1.07 |      | ホクトスルタン     | 64   | 60.71  |
| 2004     | 2005     | 54       | 30       | 30           | 24       | 10       | 1            | 0.44 |      |                    | 112  | 41.67  |
| 2005     | 2006     | 14       | 10       | 8            | 6        | 2        | 1            | 2.21 |      | ディアジーナ       | 91   | 33.33  |
| 2006     | 2007     | 3        | 2        | 2            | 2        | 2        | －           | 0.54 |      |                    | 215  | 100.00 |
| 合計     | 合計     | 合計     | 合計     | 664          | 563      | 350      | 8            | 0.93 | 1.06 |                    |      |        |

- 出走頭数、勝馬頭数、重賞勝馬頭数、アーニングインデックス、コンパラブルインデックスは、平地競走に限る。

#### 重賞優勝産駒
地方競馬独自の格付けは、アスタリスクを充てる。GI級競走は、太字強調にて示す。
- 1995年産
  - エイダイクイン（牝、母父:ホリスキー、1998年クイーンカップ）[276]
  - ストロングライフ（牡→騸、母父:ハイセイコー、2005年*梅見月杯）[277]
- 1998年産
  - タイムフェアレディ（牝、母父:カツラギエース、2001年フラワーカップ）[278]
- 2002年産
  - ヤングブレイヴ（牡、母父:モガミ、2008年*新春賞）[279]
  - ヤマニンメルベイユ（牝、母父:サンデーサイレンス、2008年中山牝馬ステークス、クイーンステークス）[280]
- 2004年産
  - ホクトスルタン（牡、母父:サンデーサイレンス、2008年目黒記念）[281]
- 2005年産
  - ドリームインボス（牡、母父:スティールハート、2008年*門松賞）[282]
- 2006年産
  - ディアジーナ（牝、母父:ビショップボブ、2009年フローラステークス、クイーンカップ）[283]

#### ブルードメアサイアーとしての産駒成績
以下の内容は、JBISサーチの情報に基づく。
| 年   | 2002 | 03   | 04   | 05   | 06   | 07   | 08   | 09   | 10   | 11   | 12   | 13   | 14   | 15   | 16   | 17   | 18   | 19   | 20   | 21   | 22   |
| ---- | ---- | ---- | ---- | ---- | ---- | ---- | ---- | ---- | ---- | ---- | ---- | ---- | ---- | ---- | ---- | ---- | ---- | ---- | ---- | ---- | ---- |
| 順位 | 1016 | 623  | 808  | 480  | 97   | 86   | 66   | 21   | 52   | 9    | 8    | 11   | 20   | 29   | 83   | 78   | 67   | 85   | 85   | 104  | 115  |
| AEI  | 0.71 | 0.80 | 0.18 | 0.35 | 1.76 | 1.43 | 1.57 | 2.77 | 1.28 | 3.82 | 3.60 | 3.36 | 2.56 | 1.93 | 0.83 | 0.74 | 0.89 | 0.84 | 0.88 | 0.88 | 0.87 |

- 情報は、2022年7月3日時点
- 順位、アーニングインデックスは、平地競走に限る。

#### 重賞優勝産駒
地方競馬独自の格付けは、アスタリスクを充てる。GI級競走は、競走名を太字強調にて示す。また父ステイゴールドのいわゆる「黄金配合」の馬には、名前を太字強調する。
- 2004年産
  - ドリームジャーニー（牡、父:ステイゴールド、2006年朝日杯フューチュリティステークス、2007年神戸新聞杯、2008年小倉記念、チャレンジカップ、2009年産経大阪杯、宝塚記念、有馬記念）[284]
- 2007年産
  - タイセイレジェンド（牡、父:キングカメハメハ、2012年クラスターカップ、JBCスプリント、2013年東京盃）[285]
- 2008年産
  - オルフェーヴル（牡、父:ステイゴールド、2011年スプリングステークス、中央競馬クラシック三冠（皐月賞、東京優駿、菊花賞）2011年並びに2013年有馬記念、2012年宝塚記念、2013年産経大阪杯）[286]
  - フェイトフルウォー（牡、父:ステイゴールド、2011年京成杯、セントライト記念）[287]
- 2009年産
  - ゴールドシップ（牡、父:ステイゴールド、2012年共同通信杯、皐月賞、神戸新聞杯、菊花賞、有馬記念、2013 - 2015年阪神大賞典、2013年並びに2014年宝塚記念、2015年天皇賞（春））[288]
  - フーラブライド（牝、父:ゴールドアリュール、2013年愛知杯、2014年中山牝馬ステークス）[289]
  - ラブイズブーシェ（牡、父:マンハッタンカフェ、2014年函館記念）[290]
- 2011年産
  - オールラウンド（牡、父:パーソナルラッシュ、2014年*九州ダービー栄城賞）[291]
- 2016年産
  - グリードパルフェ（牡、父:トビーズコーナー、2021年*高知県知事賞、2023年*はがくれ大賞典、*六甲盃）[292]

## エピソード

### サンデーサイレンスとの関係

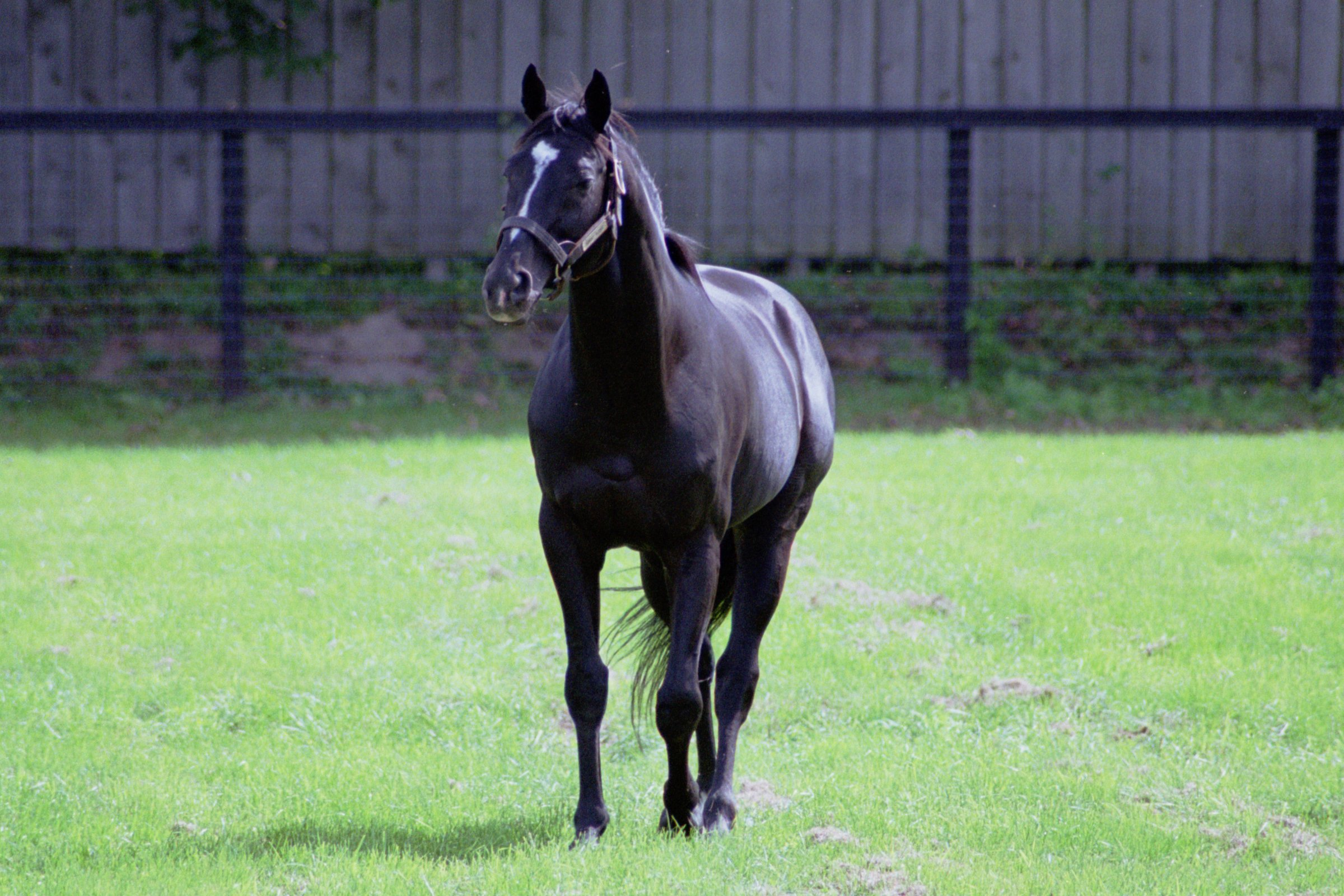
サンデーサイレンス

社台スタリオンステーション早来に繋養されていた頃、メジロマックイーンは、気性が激しいために友達を作りにくかったサンデーサイレンスと仲を深めることができた。メジロマックイーンは性格が大人しく、誰とでも仲良くできる才能があり、その点で相性が良かったという。あまりの相性に2頭は「恋人」と称されるまでに発展した。2頭の出会いのきっかけは、放牧地が隣同士となったことだった。当初は、気性の激しいサンデーサイレンスがメジロマックイーンを威嚇していたが、大人しいメジロマックイーンはそれを無視。するとサンデーサイレンスは威嚇を止めるようになり、メジロマックイーンの前で落ち着き、打ち解けるようになった。
サンデーサイレンス産駒は活躍馬を輩出し続けた一方、メジロマックイーン産駒は不振だった。しかしメジロマックイーンは、早々都落ちすることはなく、有力な種牡馬が揃う社台スタリオンステーション早来に留まり続けた。これはサンデーサイレンスとの相性が考慮された側面もあった。サンデーサイレンスが衰弱し死に近づく頃、2頭の馬房は隣同士にされている。メジロマックイーンは、死にゆくサンデーサイレンスを精神的に支えていたという。2002年にサンデーサイレンスと死に別れ、2004年に遂に都落ち。荻伏へ移動しているが、今度は、サンデーサイレンスの息子であるロサードに慕われていたという。

## 時代背景

### 芦毛
芦毛の日本競馬史という観点からは、メジロマックイーンは「芦毛伝説第三章」に位置づけられる。このネーミングは、メジロライアンやホワイトストーンと戦った1991年天皇賞（春）、京都競馬場のパドックに、ある大学生が張り出した横断幕が由来とされている。「第三章」とは、二つの意味が掛かっている。一つは芦毛の馬は走らないと言われながらも、そのジンクスを覆す活躍で天皇賞を優勝したメジロアサマ、メジロティターン親仔に続く、第三世代がメジロマックイーンであるという意味である。またもう一つは、芦毛ながら日本競馬の主役に躍り出て、そのジンクスを亡きものとしたタマモクロス、オグリキャップに続く、第三世代がメジロマックイーンであるという意味である。

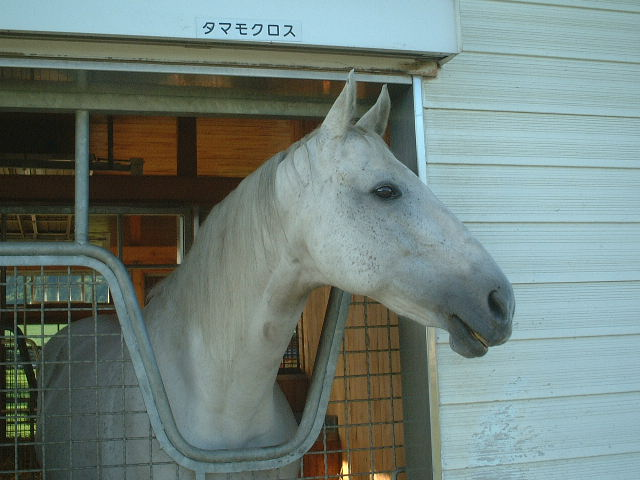
タマモクロス
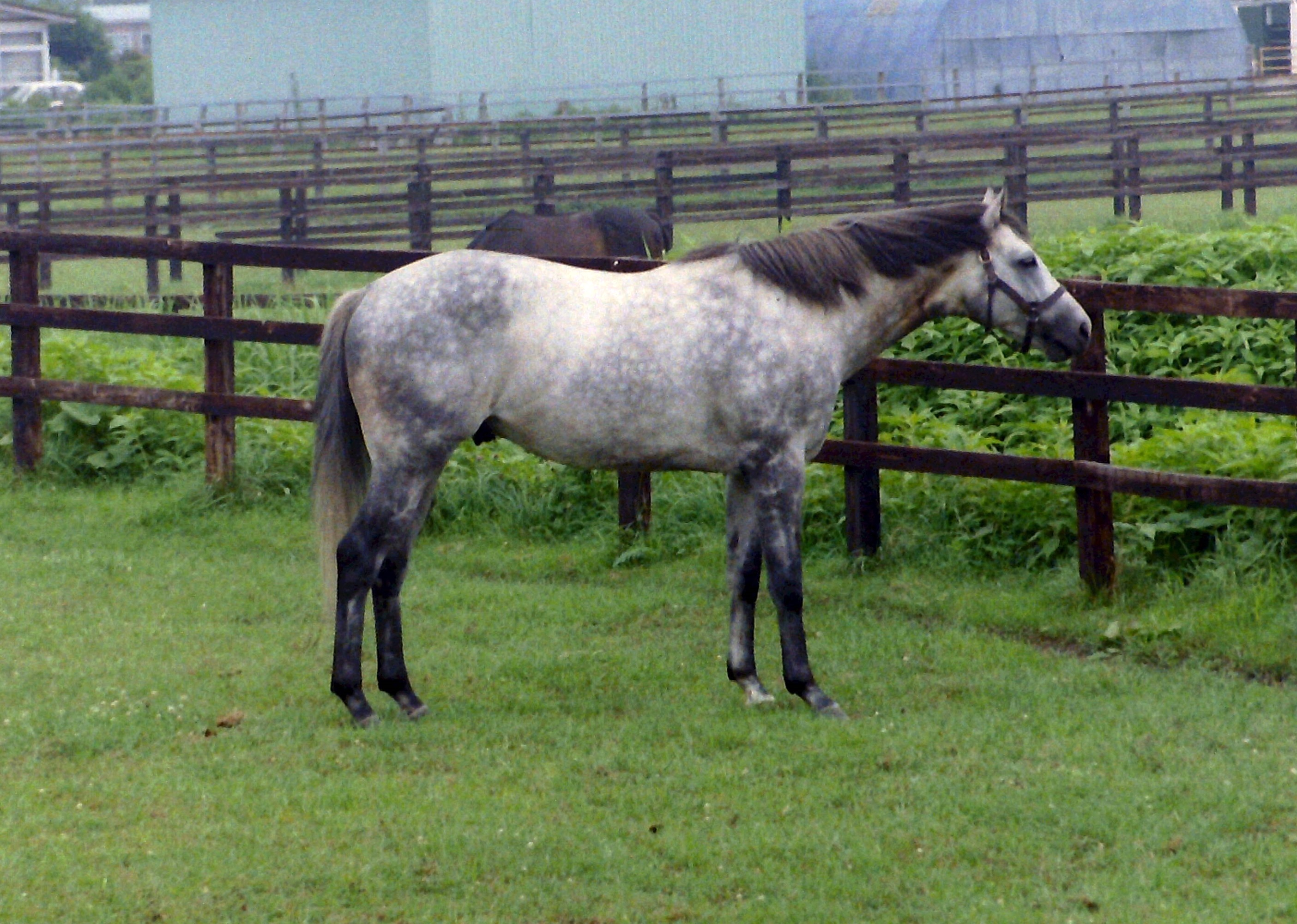
オグリキャップ

タマモクロスは1987年後半から条件戦を連勝して成り上がり、その連勝を継続しながら翌1988年の天皇賞（春）、宝塚記念を優勝し芦毛ながら日本競馬の主役となっていた。続く天皇賞（秋）では14連勝中のオグリキャップとの芦毛対決を制して優勝し、ジャパンカップ2着、有馬記念2着を経て、この年限りで引退している。オグリキャップは、タマモクロスに連勝を止められたが、タマモクロスの引退レースである有馬記念で優勝し、タマモクロスの跡を継いでいた。第二次競馬ブームの中心となったオグリキャップは、翌1989年にマイルチャンピオンシップを、1990年に安田記念を優勝。しかしその年の秋に低迷する。その頃に、メジロマックイーンが菊花賞を優勝していた。その年の有馬記念では、メジロマックイーンはメジロライアンに譲って出走していないが、オグリキャップにとっては引退レースだった。オグリキャップは、ここで復活優勝し引退している。その直後、次の年の天皇賞（春）にて、その横断幕が掲げられていた。

### 血統

#### 競走馬時代
血統という観点から見ると競走馬時代は、ノーザンダンサー系の活躍と、サンデーサイレンス、トニービン、ブライアンズタイムといった「御三家」の活躍の狭間となっている。メジロマックイーンの活躍した頃は、それまで主流血統だったノーザンダンサー系の勢いが弱まりつつあり、それに代わる次世代の種牡馬が模索されていた。そのため、例えば同期のクラシック三冠競走の優勝馬は、ハイペリオン系（ゲインズバラ系）父ハイセイコーのハクタイセイ、サンインロー系（ダークロナルド系）父シーホークのアイネスフウジン、そしてパーソロン系（ヘロド系）父メジロティターンのメジロマックイーンであったり、この時期に活躍した馬は、同じくパーソロン系のトウカイテイオー、ネヴァーベンド系のミホノブルボン、ネイティヴダンサー系のオグリキャップであったりと、血統に多様性があった。ただメジロマックイーンが競走馬として活躍する裏で、外国からサンデーサイレンス、トニービン、ブライアンズタイムなどの種牡馬が輸入されていた。この3頭の産駒が、メジロマックイーンの引退と入れ替わる形でデビューし始め、クラシック戦線で活躍が目立つようになり、ノーザンダンサー系に続く新たな主流血統として確立されていった。

#### 種牡馬時代
競走馬引退後の種牡馬時代は、そのサンデーサイレンス、トニービン、ブライアンズタイムといった主流血統の勢いに押された。デビューの時期が早期化したこと、スピードが重視されるようになったことで、市場は早熟のスピード馬を求めるようになり、晩成のステイヤーでは出る幕がなかった。特にサンデーサイレンスが台頭し、次第にサンデーサイレンス産駒の割合が高まり、血統の多様性が失われていった。時代遅れとなったメジロマックイーンは活躍馬を出すことができないまま、死亡している。

#### 死後
ただ同時期に主流血統の種牡馬も死したことで、次なる主流血統が求められるようになる時代が間もなくやってきた。主流血統に大きく傾いていた市場は、早熟性、スピードばかり勝る馬が多くなり、反対にその後の成長力に乏しかったり、スタミナが不足しがちとなったため、晩成のステイヤー寄りの血統が重視されるようになっていた。サラブレッドの血統は、ある一方が流行してしばらく経過すると、一方とは反対方向に揺り戻ることがつきものであり、この頃は奥手のステイヤーの出番、血統が蘇る機会だったが、肝心のメジロマックイーンはこの世にいなかった。

生前のメジロマックイーンは、低迷しつつあった晩期に、主流血統で飽和しつつあったサンデーサイレンス産駒の繁殖牝馬といくらか交配している。スタミナと成長力に富む父メジロマックイーンと、スピードと早熟性に富む母父サンデーサイレンスの組み合わせの仔がわずかに遺されていた。そして死後、その仔であるヤマニンメルベイユやホクトスルタンなどが、重賞を勝利するまで出世を遂げていた。

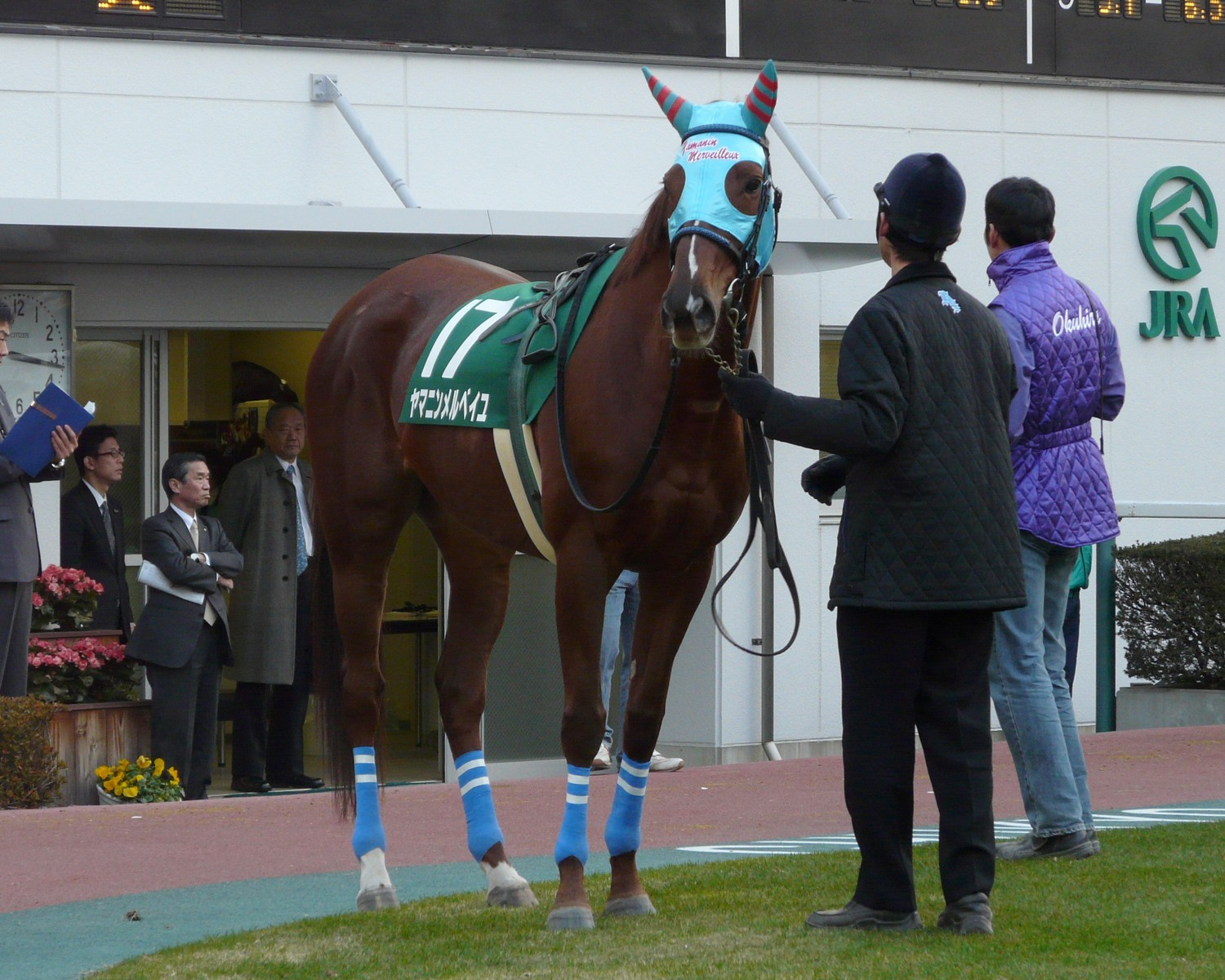
ヤマニンメルベイユ
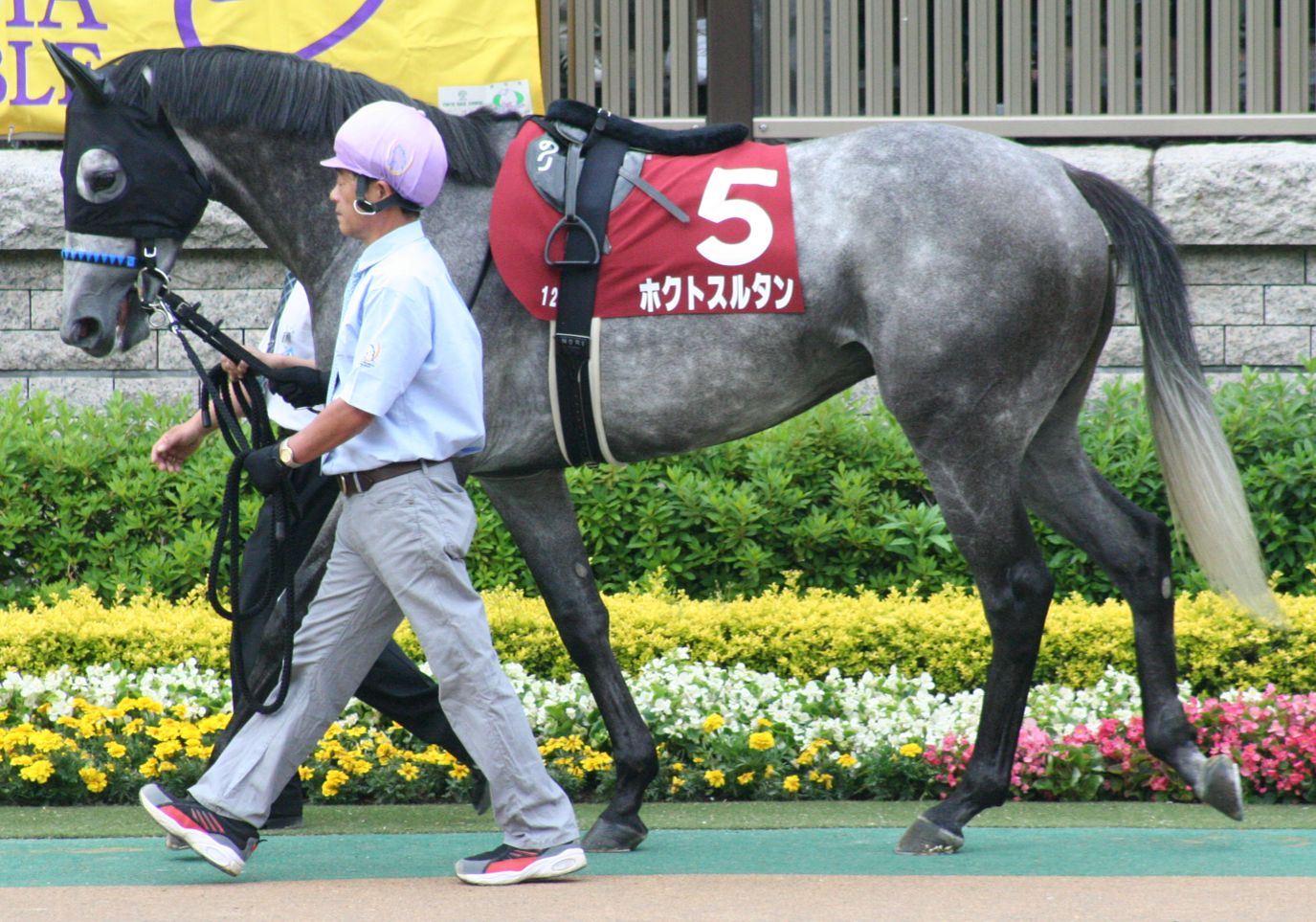
ホクトスルタン

またわずかに遺されたメジロマックイーン産駒の繁殖牝馬が結び付いたのが、主流血統スピードのサンデーサイレンス、スタミナのディクタス、前時代の主流血統であるノーザンテーストの組み合わせから成るステイゴールドだった。父ステイゴールド、母父メジロマックイーンの組み合わせは先述した通り「黄金配合」と呼ばれ、特にドリームジャーニー、オルフェーヴル、ゴールドシップは中長距離で長きにわたって活躍した。
仮に生きていれば「サンデーサイレンス系牝馬との交配」もしくは「『黄金配合』を見据えたメジロマックイーン産駒の牝馬生産」などというような需要で、種付け数の増加が見込めたが、叶わなかった。特に血統的にも好相性だったサンデーサイレンスとは、血統においてすれ違いを続けていたということとなる。吉沢譲治は「メジロマックイーンがあと5年遅く生まれていたなら、生涯の種牡馬成績はもっと違ったものになっていた」と振り返っている。

## 特徴

### 競走馬として
豊富なスタミナと先行力に秀で、好位から直線で押し切る競馬で勝ち上がった。後に池江は、自身が管理した2005年のクラシック三冠などGI競走7勝のディープインパクトとの比較において「好位から抜け出すという正攻法で競馬の出来る馬でした。ディープ（インパクト）みたいに道中ハラハラすることなく安心して観ていられる馬」だと述べている。
競馬評論家の大川慶次郎は、メジロマックイーンは時計の早い競馬に持ち込んで勝つタイプの馬だが一瞬の切れ味とは縁がなく、「そういう意味では間違いなく真のステイヤー」と述べている。しかし5歳以降に手綱を執った武豊は「短距離でも充分に強く、ただ距離が持つだけ」「マイルのGIレースでも勝負になった」「スプリンターズステークスでもメンバーによってはブッチぎったかもしれない」だという。また一般に見られる例とは逆に加齢とともにレースでの落ち着きを失っていったといい、1993年春の天皇賞前には「今の（メジロ）マックイーンに3200メートルは長すぎます」とも語っていた。
またダートの適性もあり、5歳春の天皇賞（春）参戦時、ライバルと目されていたカミノクレッセの担当調教助手である河野正義は、カミノクレッセがダート2400メートルで行われるブリーダーズゴールドカップを大差勝ちしているにもかかわらず、もし天皇賞がダート変更になればメジロマックイーンに勝てるかという問いに対し、「いや、ダート変更でも（メジロ）マックイーンにはかなわん。あれは化け物だ。ダートで6ハロンを引っ張ったままで75、6（秒）出しよる。あれはウチのでも勝てんよ」と述べていた。

#### 長所・短所
武豊は初めてメジロマックイーンに跨った際、1200メートルの実戦的な調教後に息ひとつ乱れていない様子を目の当たりにし、心肺機能に優れた馬だとの第一印象を抱いている。「とにかく心臓がいい。走った後の息の戻りがズバ抜けて早いですね」という。操縦の面でも「真面目で、競馬をわりとよく理解しています。コーナーも自分から回っていく。これは強い馬の一つの共通点」、「ジョッキーの意思が伝わりやすい」、「どんなレースでも、鞍上の意思通りに動かせる馬で、本当に乗りやすかった」と語り、総じて「とにかく欠点が少ない。欠点が少ないということは、負ける要素が少ないということ」と評している。また「顔がいい」「強い馬の顔は必ず整っているし、小さい」と述べている。
池江泰郎もまた「頭も顔立ちもいい、男らしい馬です。人間なら女性にモテるタイプですね」、「精神的にタフで無駄な神経を使わない。2000メートル以上がいい馬で先行もできるし、騎手にしたら実に乗りやすいタイプ」と評している。大川慶次郎は、重馬場で2着に入線していたプレクラスニーに6馬身の差をつけていたことで、「長距離得意というのと同じくらいに、雨が非常に得意だった」と判断している。
一方、瞬発力が良いという関係者や評論家の意見とは逆に一部意見では瞬発力の不足が指摘されている。特に1991年のジャパンカップ、有馬記念において、騎乗ミスを勘案してもレース後半の勝負で敗れたことで、この年のフリーハンデ評価にも影響を与えた。大川慶次郎は「中距離ぐらいなら楽に勝っていたのですが、短距離戦ともなるとね。もしもマイル戦でヤマニンゼファーと戦っていたりしたら、キレの差で敵わなかったんじゃないでしょうか」と述べている。

#### 成長力
1991年春の天皇賞を勝った時点では、武はその能力について、全てに自身が騎乗し、「平成三強」と呼ばれたオグリキャップ、スーパークリーク、イナリワンと比較する段階ではないと語っていた。その後、7歳の産経大阪杯で初めて「凄味が出てきた」と評し、結果的にラストランとなった京都大賞典の後には「7歳の秋だというのに、さらに強くなっていた。ホンマ、わからん馬やわァ」、「これまでになかった凄みが出てきた。この秋のマックは違いますよ」と述べ、「今さら僕がどうのこうの言うレベルじゃない。本当に凄い馬ですよ」と絶賛した。当時、7歳は一般に衰退が進行すると見られていた。そのためその成長曲線の特殊性が指摘されている。

#### 気性・性格
関係者の証言からは、厩舎内で見せた周囲に甘える姿と、競馬場で見せた堂々とした姿とのギャップが示されている。
他方、前述の通り競走生活の晩年には落ち着きを失い始め、レースや調教も嫌がるようになっていった。また、引退が決定してから引退式までの間に、急速に老け込んだ様子を見せたという。これについて武は「あの馬のことだから、周囲の雰囲気から自分の競走生活が終わったことを分かっていたんでしょうね」と語っている。

#### 人気
ギャンブルの対象という側面では、全21戦中で単勝2番人気以下に落ちたのは3戦のみ、2度出走した京都大賞典ではいずれも71.8%という単勝支持を受けるなど、常に大きな信頼を置かれていた。全戦の平均では43.97%の単勝支持を受けており、これは同年代のアイドルホースであったトウカイテイオーの36.87%を大きく上回る。武は「（スーパー）クリークにしてもオグリ（キャップ）にしても、この馬ほど勝って当たり前、とは思われていなかったでしょう」と述べている。
一方でキャラクターという側面では、同期のメジロライアンが惜敗続きで判官贔屓的な人気を博していたのに対し、マックイーンは「強いばかりで面白みがない」とも評され、強さの割に人気がないと見られていた。しかしファンが少なかったわけではなく、6歳時に骨折した際には、回復を祈るファンからの何万という折り鶴が厩舎に送られ、涙ながらに応援の電話をかける女性ファンも存在したという。

## 評価

### 定量的評価

#### レーティングによる評価
| 中央競馬フリーハンデ |         |         |      |                                     |              |             |         |
| 年度                 | 部門    | 順位    | 数値 | 1位（2位）馬                        | 1位（2位）馬 | 備考        | 出典    |
| 1990                 | 4歳     | 2位     | 61   | アイネスフウジン                    | 63           | [ 注釈 52 ] | [ 329 ] |
| 1991                 | 5歳以上 | 1位     | 63   | （ダイユウサク） （メジロライアン） | 61           | [ 注釈 53 ] | [ 330 ] |
| 1992                 | 5歳以上 | 2位     | 63   | トウカイテイオー                    | 65           | [ 注釈 54 ] | [ 331 ] |
| 1993                 | 5歳以上 | 2位タイ | 64   | トウカイテイオー                    | 65           | [ 注釈 55 ] | [ 332 ] |

#### JRA賞での評価
| JRA賞 |                   |         |           |                  |                |             |         |
| 年度  | 部門              | 順位    | 得票/満票 | 受賞（次点）馬   | 受賞（次点）馬 | 備考        | 出典    |
| 1990  | 最優秀父内国産馬  | 2位タイ | 029/180票 | ヤエノムテキ     | 082票          | [ 注釈 56 ] | [ 333 ] |
| 1990  | 最優秀4歳牡馬     | 3位     | 012/180票 | アイネスフウジン | 142票          | [ 注釈 57 ] | [ 333 ] |
| 1991  | 年度代表馬        | 2位     | 022/176票 | トウカイテイオー | 134票          | [ 注釈 58 ] | [ 7 ]   |
| 1991  | 最優秀父内国産馬  | 2位     | 056/176票 | トウカイテイオー | 091票          | [ 注釈 59 ] | [ 7 ]   |
| 1991  | 最優秀5歳以上牡馬 | 受賞    | 134/176票 | （ダイユウサク） | 038票          | [ 注釈 60 ] | [ 7 ]   |
| 1992  | 最優秀父内国産馬  | 4位     | 006/176票 | メジロパーマー   | 092票          | [ 注釈 61 ] | [ 334 ] |
| 1992  | 最優秀5歳以上牡馬 | 3位     | 006/176票 | メジロパーマー   | 093票          | [ 注釈 62 ] | [ 334 ] |
| 1993  | 年度代表馬        | 4位     | 006/171票 | ビワハヤヒデ     | 087票          | [ 注釈 63 ] | [ 335 ] |
| 1993  | 最優秀父内国産馬  | 3位     | 034/171票 | ヤマニンゼファー | 087票          | [ 注釈 64 ] | [ 335 ] |
| 1993  | 最優秀5歳以上牡馬 | 4位     | 006/171票 | ヤマニンゼファー | 088票          | [ 注釈 65 ] | [ 335 ] |

#### グランプリのファン投票結果
| 有馬記念 |      |            |                  |              |         |
| 年度     | 順位 | 票数       | 1位（2位）馬     | 1位（2位）馬 | 出典    |
| 1990     | 16位 | 03万1868票 | オグリキャップ   | 14万6738票   | [ 336 ] |
| 1991     | 1位  | 15万5353票 | （レオダーバン） | 12万9322票   | [ 337 ] |
| 1992     | 5位  | 12万7670票 | トウカイテイオー | 17万7926票   | [ 338 ] |

#### 獲得賞金の加算推移
| 獲得賞金（4歳以上） |      |                  |                                      |                  |         |
| 年度                | 順位 | 獲得賞金額       | 勝ち鞍                               | 1位              | 出典    |
| 1990                | 15位 | 01億4723万1500円 | 菊花賞                               | オサイチジョージ | [ 339 ] |
| 1991                | 02位 | 03億5436万8200円 | 天皇賞（春）、阪神大賞典、京都大賞典 | ダイイチルビー   | [ 340 ] |
| 1992                | 18位 | 01億9759万8000円 | 天皇賞（春）、阪神大賞典             | ミホノブルボン   | [ 341 ] |
| 1993                | 04位 | 03億1546万0000円 | 宝塚記念、産経大阪杯、京都大賞典     | ビワハヤヒデ     | [ 342 ] |
| 合計                | 合計 | 10億1465万7700円 |                                      |                  |         |

### 投票による評価
- 『Sports Graphic Number PLUS』1999年10月号「ホースメンが選ぶ20世紀最強馬。」（調教師、騎手投票） - 第12位[343]
  - 89票中1票（投票者:佐藤哲三「オールマイティーな強さ。多分、マイルでも負けないのでは[343]」）
- 『優駿』2000年10月号「20世紀の名馬大投票 20世紀の名馬ベスト100」 - 第12位[344]
- 『優駿』2012年9月号「距離別『最強馬』はこの馬だ! 」（読者投票）
  - 芝3200メートル - 1位（1157票中388票）[345]
- 『優駿』2015年3月号「未来に語り継ぎたい名馬 BEST 100」（読者、インターネット投票） - 第15位[346]
  - 20代以下 - 23位
  - 30代       - 19位
  - 40代       - 11位
  - 50代       - 13位
  - 60代       - 16位
  - 70代以上 - 12位
  - 男性        - 14位
  - 女性        - 14位
- 『優駿』2015年12月号「未来に語り継ぎたい名馬100頭のベストレース」（読者、インターネット投票）[347]
  - 【第15位メジロマックイーンのベストレース】
    - 1位（56.3%） - 1992年天皇賞（春）
    - 2位（15.2%） - 1991年天皇賞（春）
    - 3位（12.3%） - 1990年菊花賞

## 血統
| メジロマックイーンの血統      | メジロマックイーンの血統                  | メジロマックイーンの血統 | （血統表の出典）     | （血統表の出典） |
| 父系                          | パーソロン系                              | パーソロン系             | パーソロン系         | [ § 2 ]          |
| 父 メジロティターン 1978 芦毛 | 父の父メジロアサマ 1966 芦毛              | *パーソロン              | Milesian             | Milesian         |
| 父 メジロティターン 1978 芦毛 | 父の父メジロアサマ 1966 芦毛              | *パーソロン              | Paleo                |                  |
| 父 メジロティターン 1978 芦毛 | 父の父メジロアサマ 1966 芦毛              | *スヰート                | First Fiddle         | First Fiddle     |
| 父 メジロティターン 1978 芦毛 | 父の父メジロアサマ 1966 芦毛              | *スヰート                | Blue Eyed Momo       |                  |
| 父 メジロティターン 1978 芦毛 | 父の母*シェリル Cheryl 1971 鹿毛 フランス | *スノッブ                | Mourne               | Mourne           |
| 父 メジロティターン 1978 芦毛 | 父の母*シェリル Cheryl 1971 鹿毛 フランス | *スノッブ                | Senones              |                  |
| 父 メジロティターン 1978 芦毛 | 父の母*シェリル Cheryl 1971 鹿毛 フランス | Chanel                   | Pan                  | Pan              |
| 父 メジロティターン 1978 芦毛 | 父の母*シェリル Cheryl 1971 鹿毛 フランス | Chanel                   | Barley Corn          |                  |
| 母 メジロオーロラ 1978 栗毛   | 母の父*リマンド Remand 1965 栗毛 イギリス | Alcide                   | Alycidon             | Alycidon         |
| 母 メジロオーロラ 1978 栗毛   | 母の父*リマンド Remand 1965 栗毛 イギリス | Alcide                   | Chenille             |                  |
| 母 メジロオーロラ 1978 栗毛   | 母の父*リマンド Remand 1965 栗毛 イギリス | Admonish                 | Palestine            | Palestine        |
| 母 メジロオーロラ 1978 栗毛   | 母の父*リマンド Remand 1965 栗毛 イギリス | Admonish                 | Warning              |                  |
| 母 メジロオーロラ 1978 栗毛   | 母の母メジロアイリス 1964 黒鹿毛          | *ヒンドスタン            | Bois Roussel         | Bois Roussel     |
| 母 メジロオーロラ 1978 栗毛   | 母の母メジロアイリス 1964 黒鹿毛          | *ヒンドスタン            | Sonibai              |                  |
| 母 メジロオーロラ 1978 栗毛   | 母の母メジロアイリス 1964 黒鹿毛          | アサマユリ               | ボストニアン         | ボストニアン     |
| 母 メジロオーロラ 1978 栗毛   | 母の母メジロアイリス 1964 黒鹿毛          | アサマユリ               | トモエ               |                  |
| 母系(F-No.)                   | アサマユリ系(FN:7-c)                      | アサマユリ系(FN:7-c)     | アサマユリ系(FN:7-c) | [ § 3 ]          |
| 5代内の近親交配               | アウトブリード                            | アウトブリード           | アウトブリード       | [ § 4 ]          |
| 出典                          | 1. 2. 3. 4.                               | 1. 2. 3. 4.              | 1. 2. 3. 4.          | 1. 2. 3. 4.      |

曾祖父のパーソロンは本来マイルから中距離を得意とする血統であり、父方の血統は本質的にはステイヤーではない。そのためメジロマックイーンのスタミナは、長距離に強さを見せたリマンド、ヒンドスタンなどを父祖に持つ母方から受け継いだとされる。